# Hyundai Elantra
Der Hyundai Elantra ist ein Pkw-Modell der Kompaktklasse der Hyundai Motor Company.

## XD (2000–2016)
| Sonstige Messwerte            | Sonstige Messwerte |
| ----------------------------- | ------------------ |
| CO2-Emission:                 | 167–200 g/km       |
| Sterne im Euro-NCAP-Crashtest | XD:                |
| Sterne im US-NCAP-Crashtest   | XD: XD2:           |

Der Hyundai Elantra trat als Vertreter der unteren Mittelklasse im Sommer 2000 die Nachfolge des Hyundai Lantra an. In Europa liefen die zwei Vorgängergenerationen unter dem Namen Lantra, da Lotus Cars bei Käufern eine gedankliche Verbindung zwischen Elantra und seinem Modell Elan ausschließen wollte. Obwohl dessen Produktion bereits 1992 endete, blieb es bei der Benennung, bis 1996 die gesamte Elan-Produktionslinie an den damaligen Hyundai-Mitbewerber Kia verkauft wurde, der den Kia Elan Roadster bis 1999 fertigte. Nach dessen Fusion mit Hyundai erhielt die Mitte 2000 erschienene Elantra-Generation auch in Europa diesen Namen.
Der Elantra war nur noch als Schrägheck- oder Stufenhecklimousine erhältlich. Eine Kombiversion gab es von ihm nicht mehr, doch wurde im April 2001 der Kompaktvan Hyundai Matrix als Ersatz vorgestellt.
Im Herbst 2003 erhielt der Elantra ein Facelift zum XD2 und wurde drei Jahre später, im Herbst 2006, in Europa aus dem Modellangebot gestrichen. Bis zur Einführung des i30 im Sommer 2007 füllte daher der Accent den Bereich zwischen Kleinwagen (Getz) und Mittelklasse (Sonata NF) aus.
In Russland wird der Hyundai Elantra XD als Stufenheck noch gefertigt. Hersteller ist dort TagAZ, welche auch eigene Fahrzeuge produziert. Auf Basis der XD2-Plattform von 2003 entstanden später auch der Kia Cerato sowie mit stark modifizierter Form die Softroader Hyundai Tucson und Kia Sportage.
Diese Generation des Elantra war die bislang letzte in Europa erhältliche. Die nachfolgenden sind geringfügig kostenreduzierte Fassungen der Kompakt-Plattform, auf der aktuell der i30 basiert.
In China wurde die dritte Generation bis 2016 gebaut.

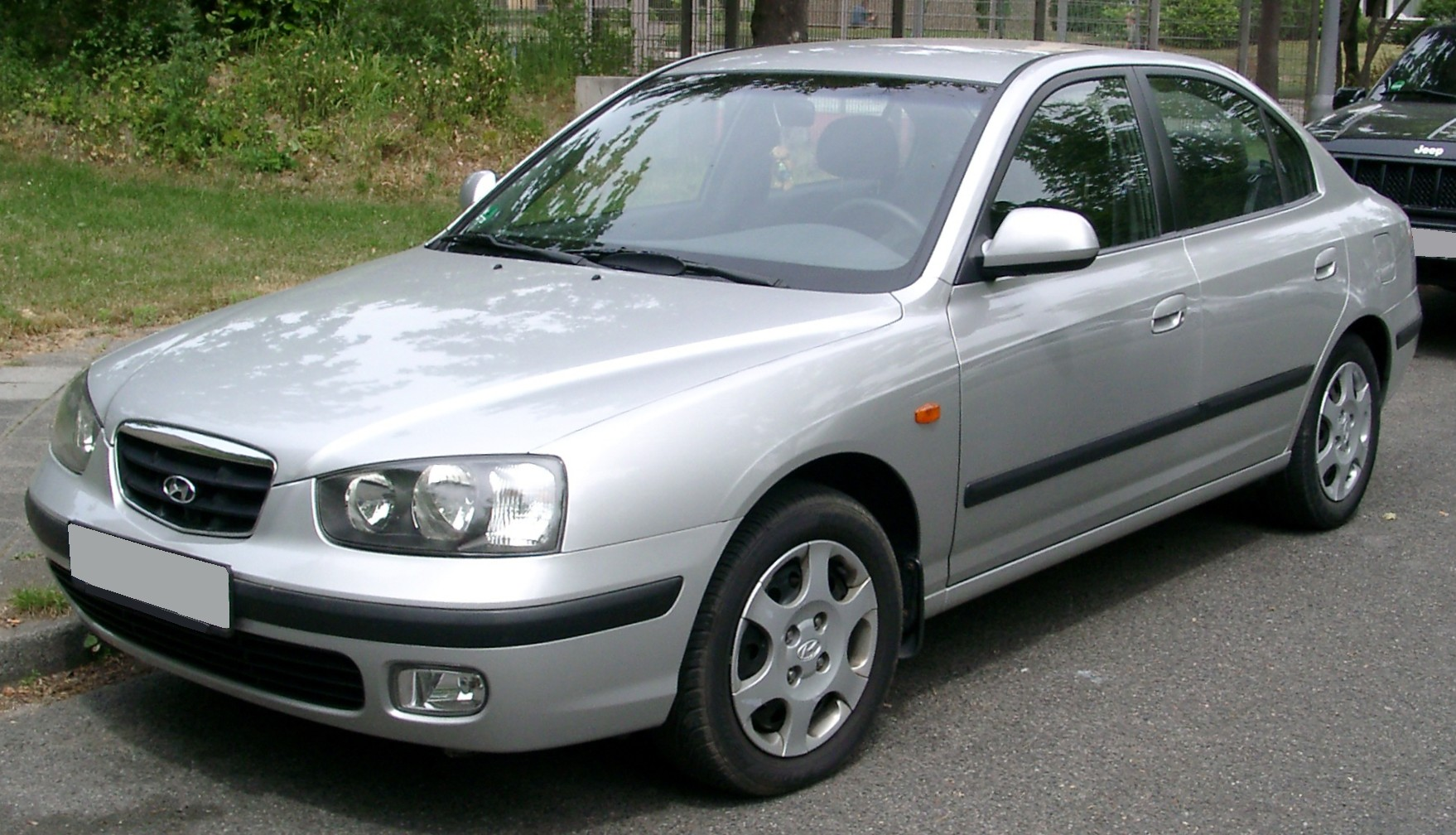
Hyundai Elantra Stufenheck (2000–2003)
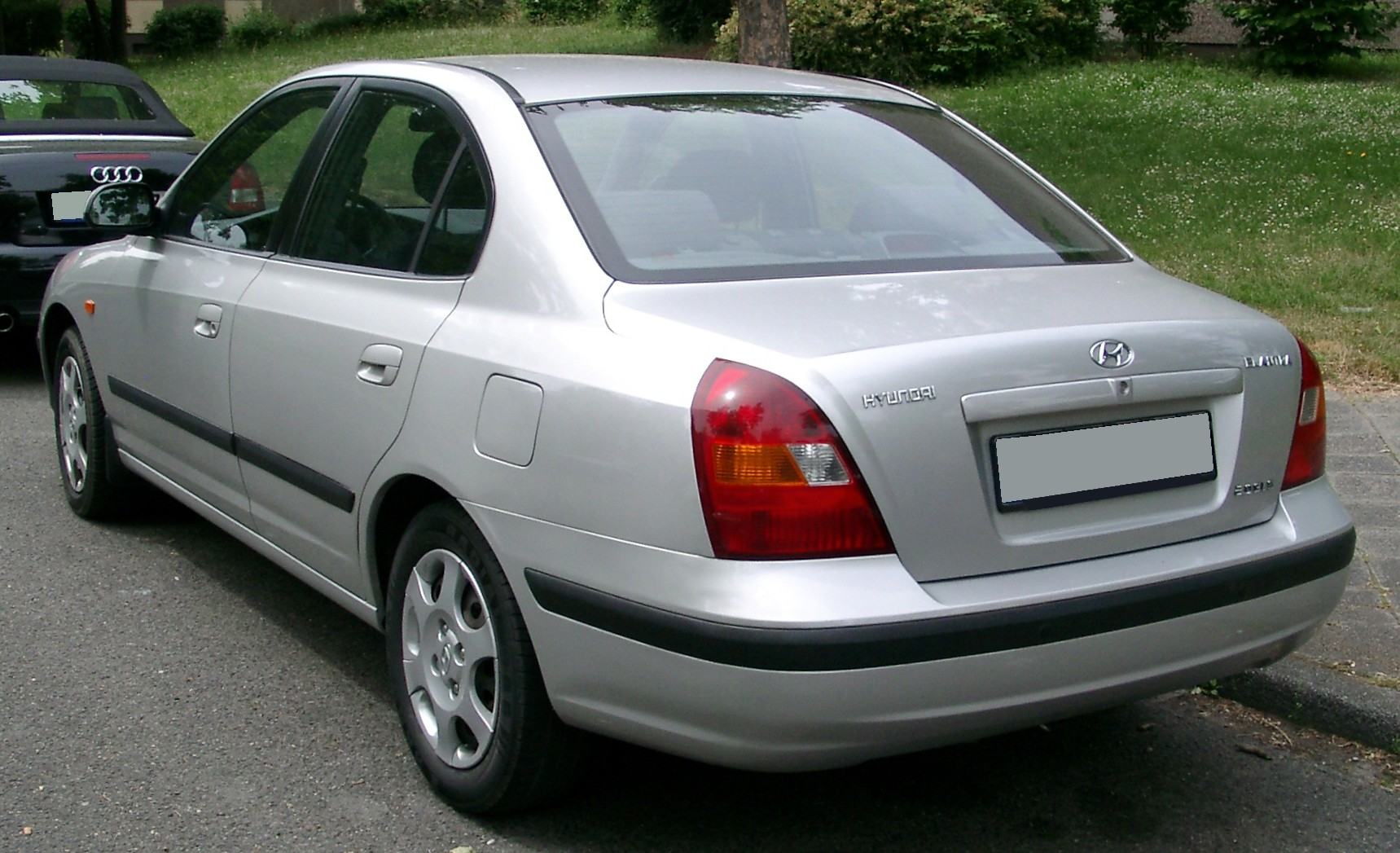
Heckansicht
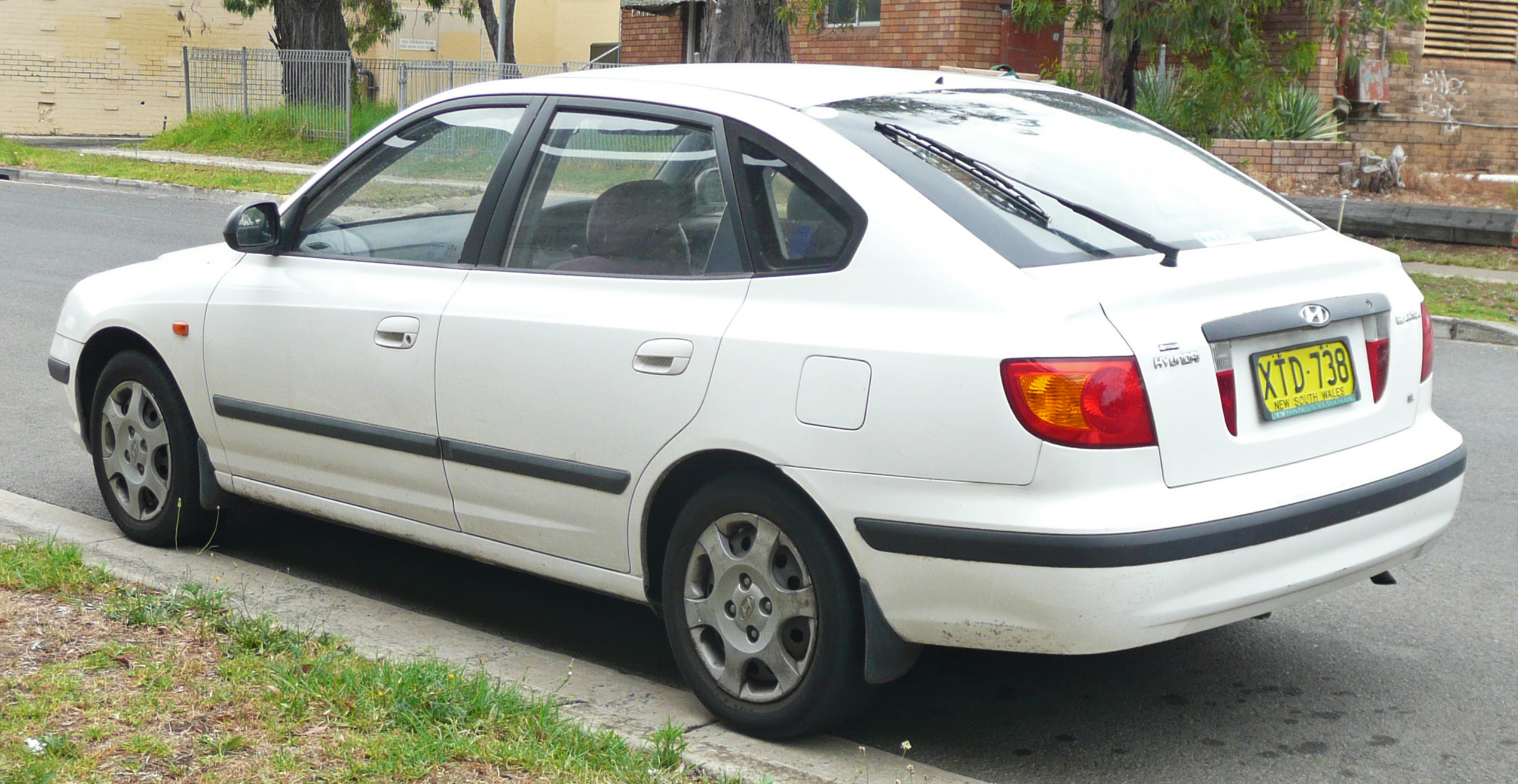
Hyundai Elantra Schrägheck (2000–2003)
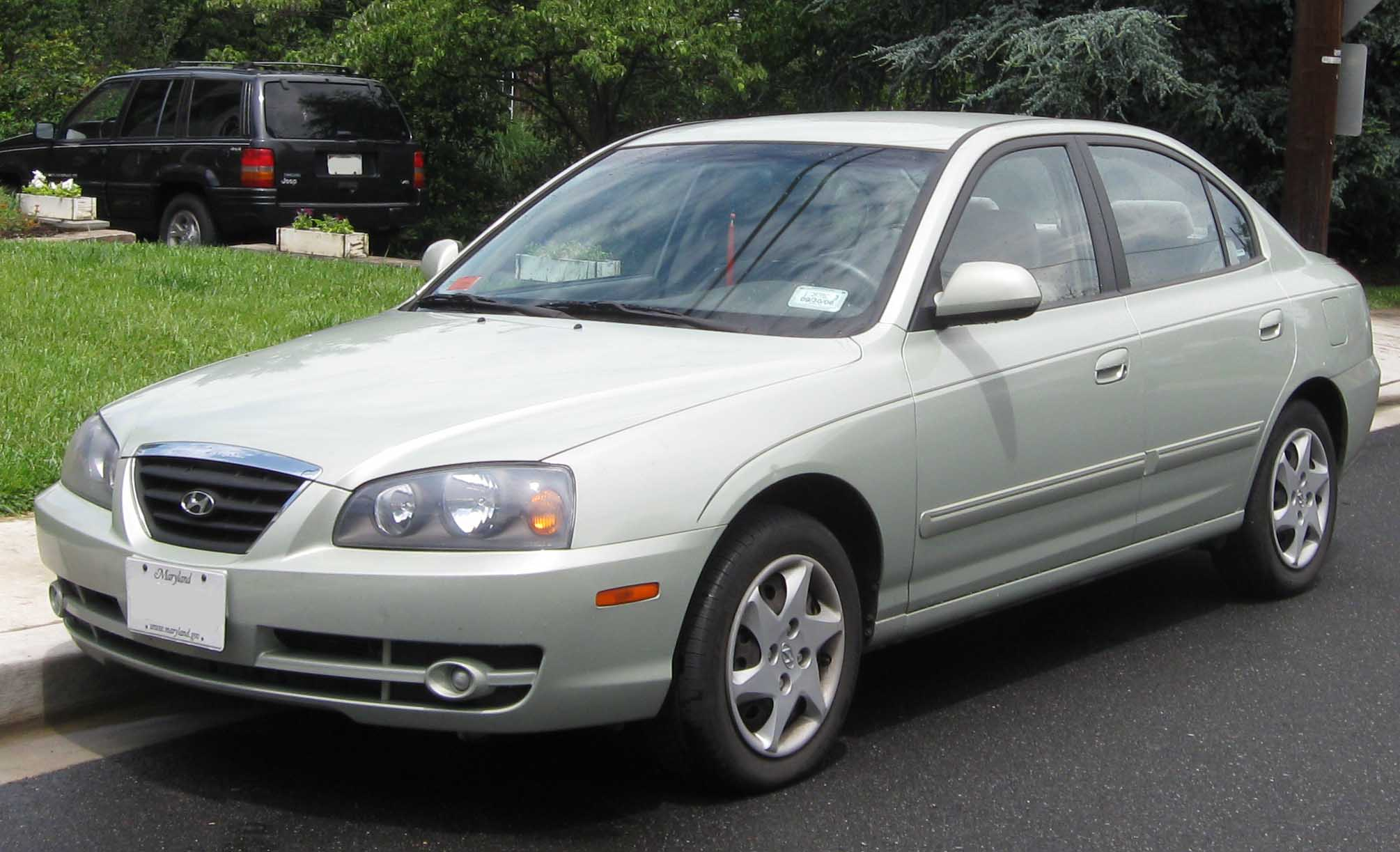
Hyundai Elantra Stufenheck (2003–2006)
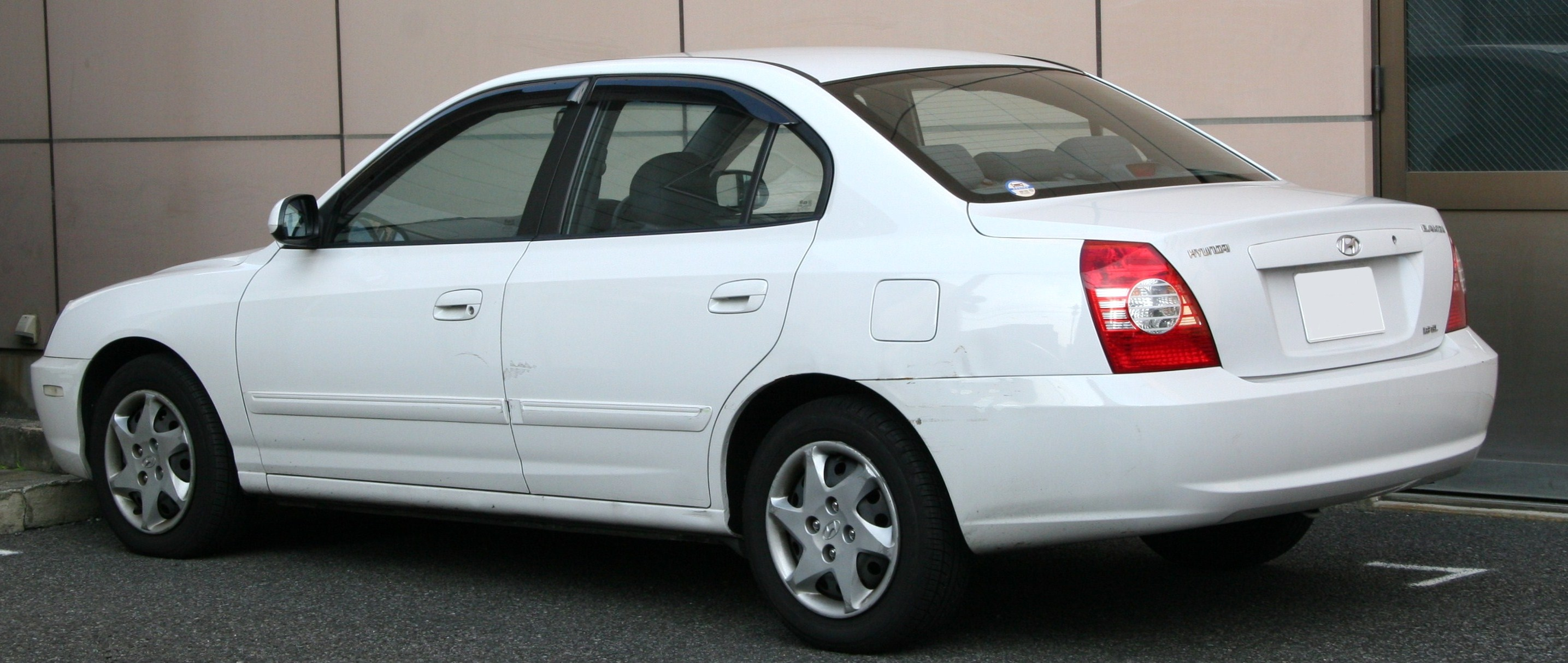
Heckansicht
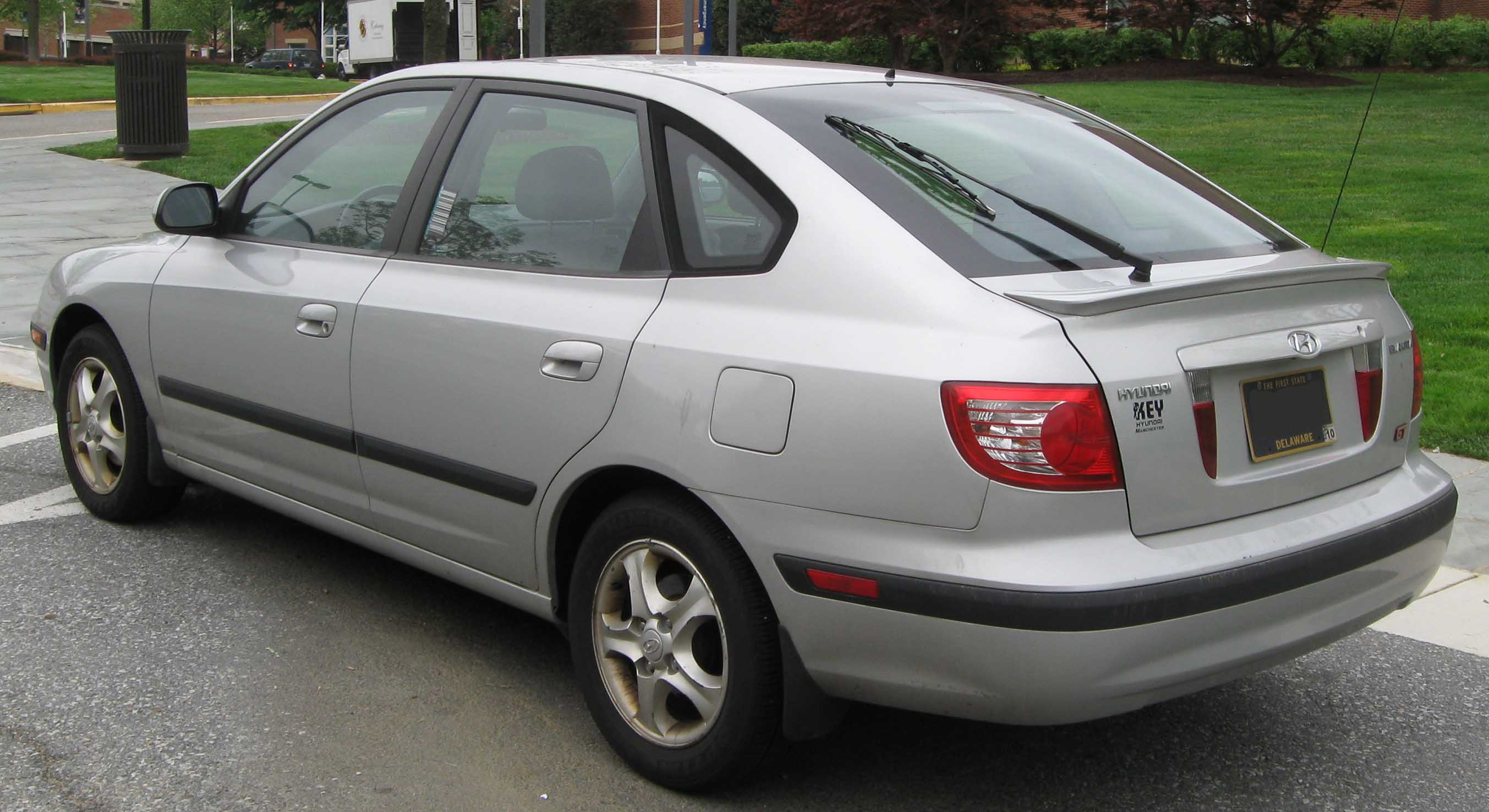
Hyundai Elantra Schrägheck (2003–2006)

### Motoren
| Motor      | Zylinder | Leistung              | Max. Drehmoment       | Verbrauch                 | Getriebe                            | 0–100 km/h   | Bauzeit   |
| ---------- | -------- | --------------------- | --------------------- | ------------------------- | ----------------------------------- | ------------ | --------- |
| 1.6 Benzin | 4        | 107 PS bei 5800 min−1 | 146 Nm bei 3000 min−1 | 7,4 l/100 km 8,2 l/100 km | 5-Gang-Schaltung 4-Stufen-Automatik | 11,0 s       | 2000–2003 |
| 1.6 Benzin | 4        | 105 PS bei 5800 min−1 | 146 Nm bei 3000 min−1 | 7,1 l/100 km              | 5-Gang-Schaltung                    | 11,0 s       | 2003–2006 |
| 2.0 Benzin | 4        | 139 PS bei 6000 min−1 | 182 Nm bei 4900 min−1 | 8,2 l/100 km              | 5-Gang-Schaltung 4-Stufen-Automatik | 9,1 s 10,5 s | 2000–2003 |
| 2.0 Benzin | 4        | 143 PS bei 6000 min−1 | 186 Nm bei 4500 min−1 | 7,6 l/100 km 8,3 l/100 km | 5-Gang-Schaltung 4-Stufen-Automatik | 9,1 s 10,5 s | 2003–2006 |
| 2.0 Diesel | 4        | 113 PS bei 4000 min−1 | 235 Nm bei 1800 min−1 | 6,4 l/100 km              | 5-Gang-Schaltung                    | 11,7 s       | 2001–2006 |

Die Benzinmotoren bis Herbst 2003 sind nach Euro 3 zertifiziert, danach erfüllen sie Euro 4. Der Diesel erreicht auch nach der Überarbeitung nur die Euro 3-Norm.

## HD (2006–2018)
2006 wurde eine neue Generation des Elantra (Codename HD) auf der New York International Auto Show vorgestellt und ab Ende des Jahres in den USA und schließlich auf allen Kontinenten verkauft. Der Elantra wurde in Europa nicht angeboten, da hier der i30 vertrieben wird, für den dieselben Motoren erhältlich sind. In den Vereinigten Staaten wurde der Elantra ausschließlich mit einem 2,0-l-Motor angeboten. Serienmäßig war eine 5-Gang-Schaltung, optional eine 4-Stufen-Automatik erhältlich.
Seit Ende 2008 wird in den Vereinigten Staaten eine Kombiversion unter der Bezeichnung Elantra Touring angeboten, die mit dem i30cw nahezu identisch ist.
Im Juli 2009 folgte in Südkorea eine Mildhybridvariante des Elantra Stufenheck, die als weltweit einziger Hybrid mit Flüssiggas betrieben wird und erstmals einen Lithium-Polymer-Akkumulator verwendet. Der Antrieb des Fahrzeugs basiert auf dem 1,6-Liter-Benziner.
Der im März 2017 in China eingeführte Hyundai Celesta nutzt die technische Basis der vierten Elantra-Generation. Außerdem wurde in China die vierte Generation auch noch nach der Einführung der sechsten Generation als Elantra Yuedong verkauft. Ab 2017 wurde das Fahrzeug dort auch mit einem 110 PS starken Elektromotor verkauft.

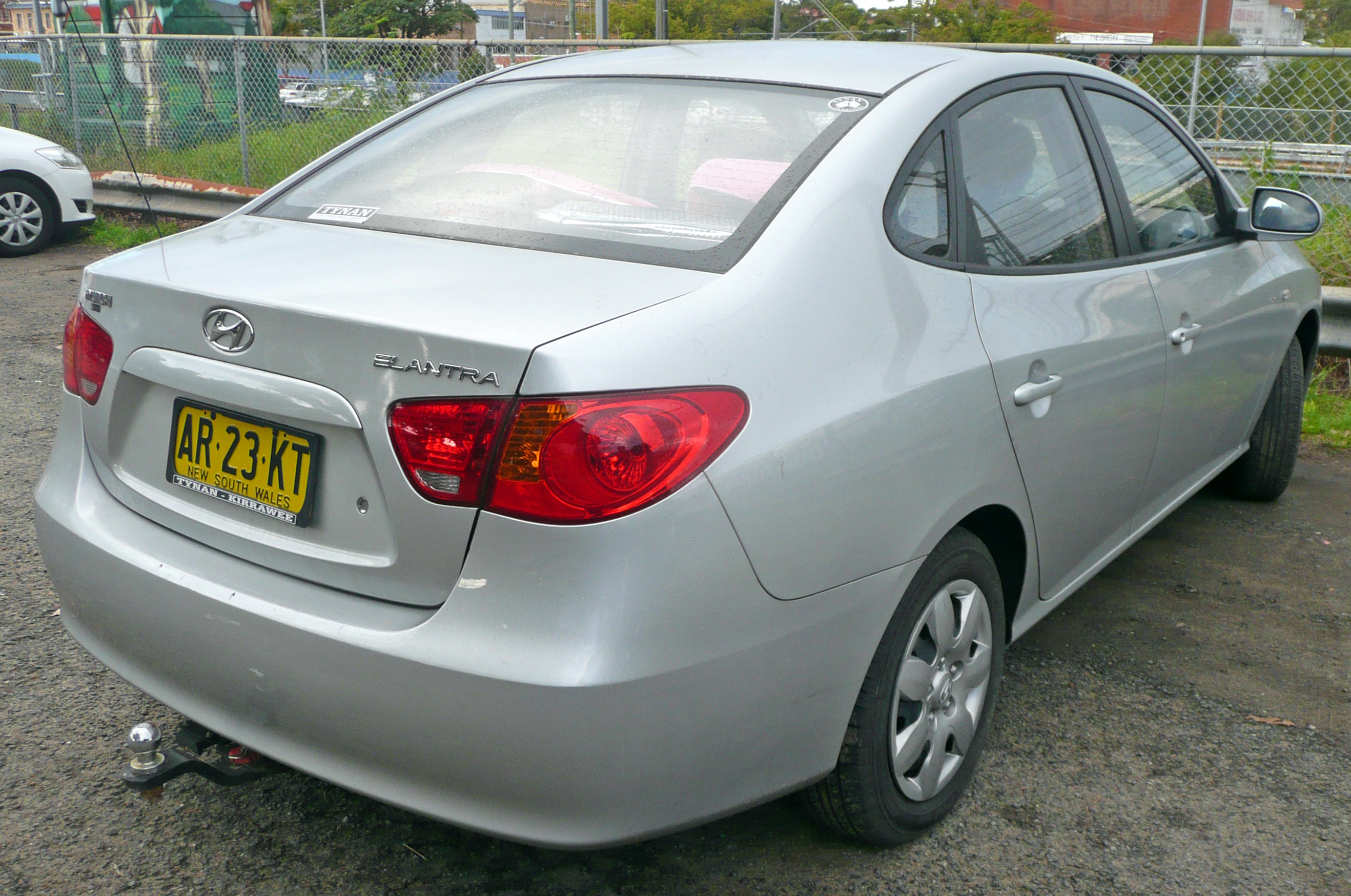
Heckansicht
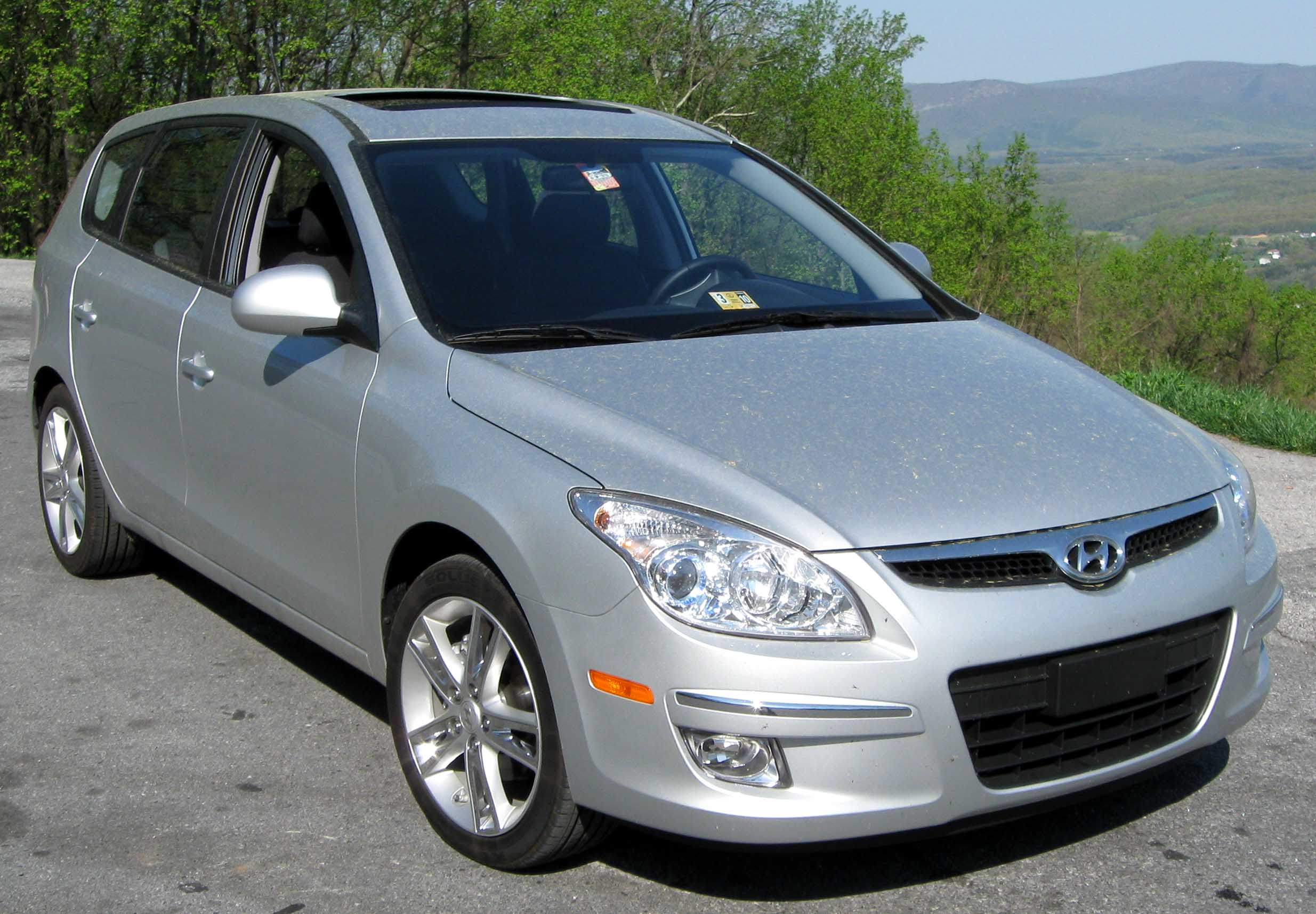
Hyundai Elantra Touring (2008–2011)
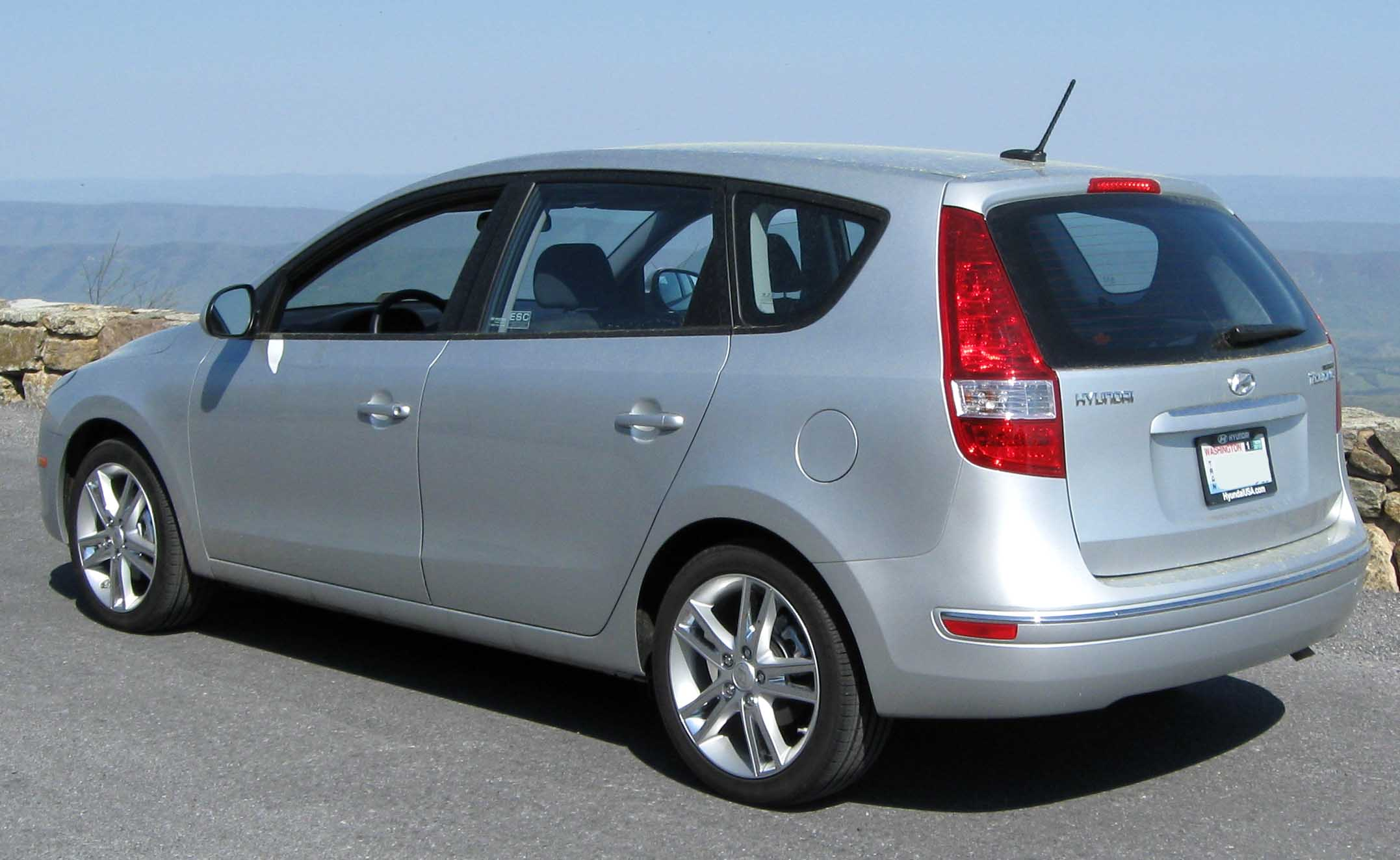
Heckansicht
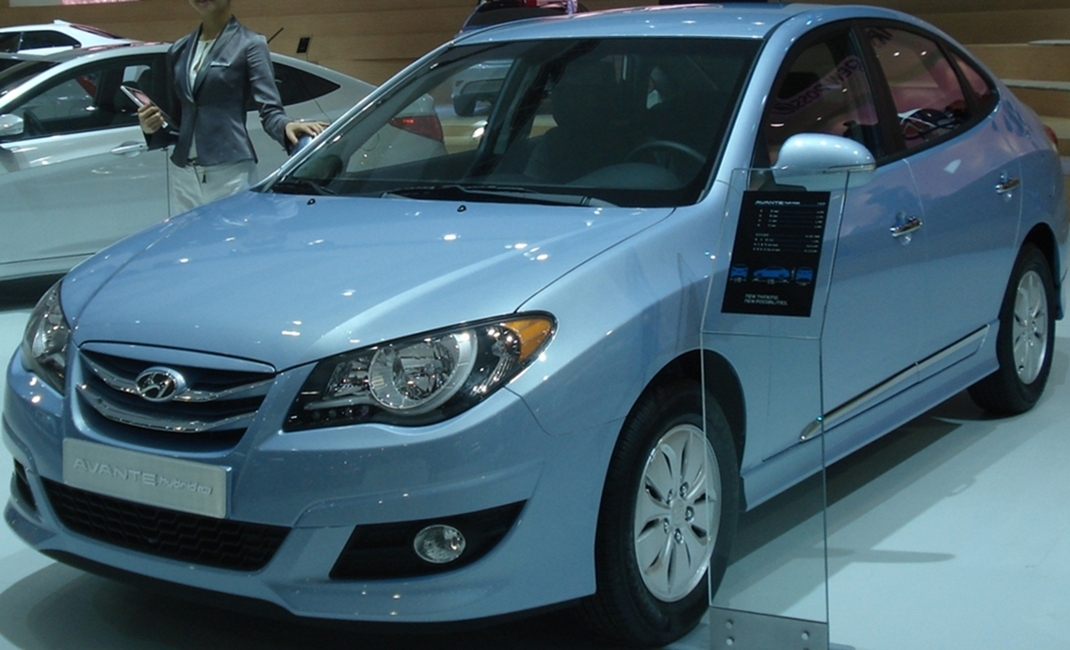
Hyundai Elantra LPI Hybrid
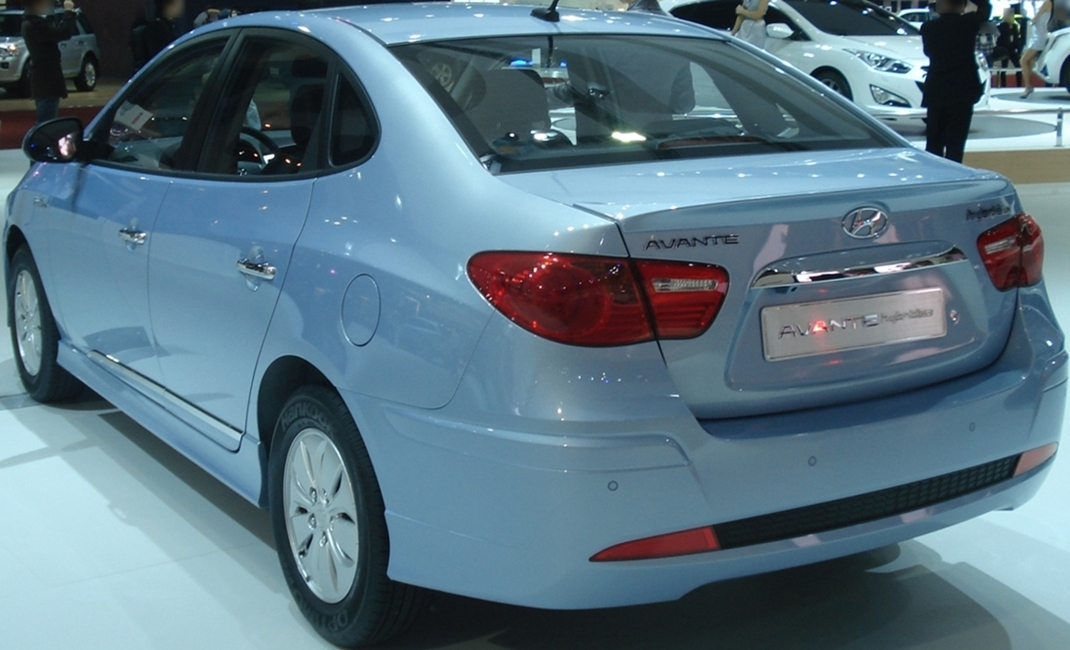
Heckansicht
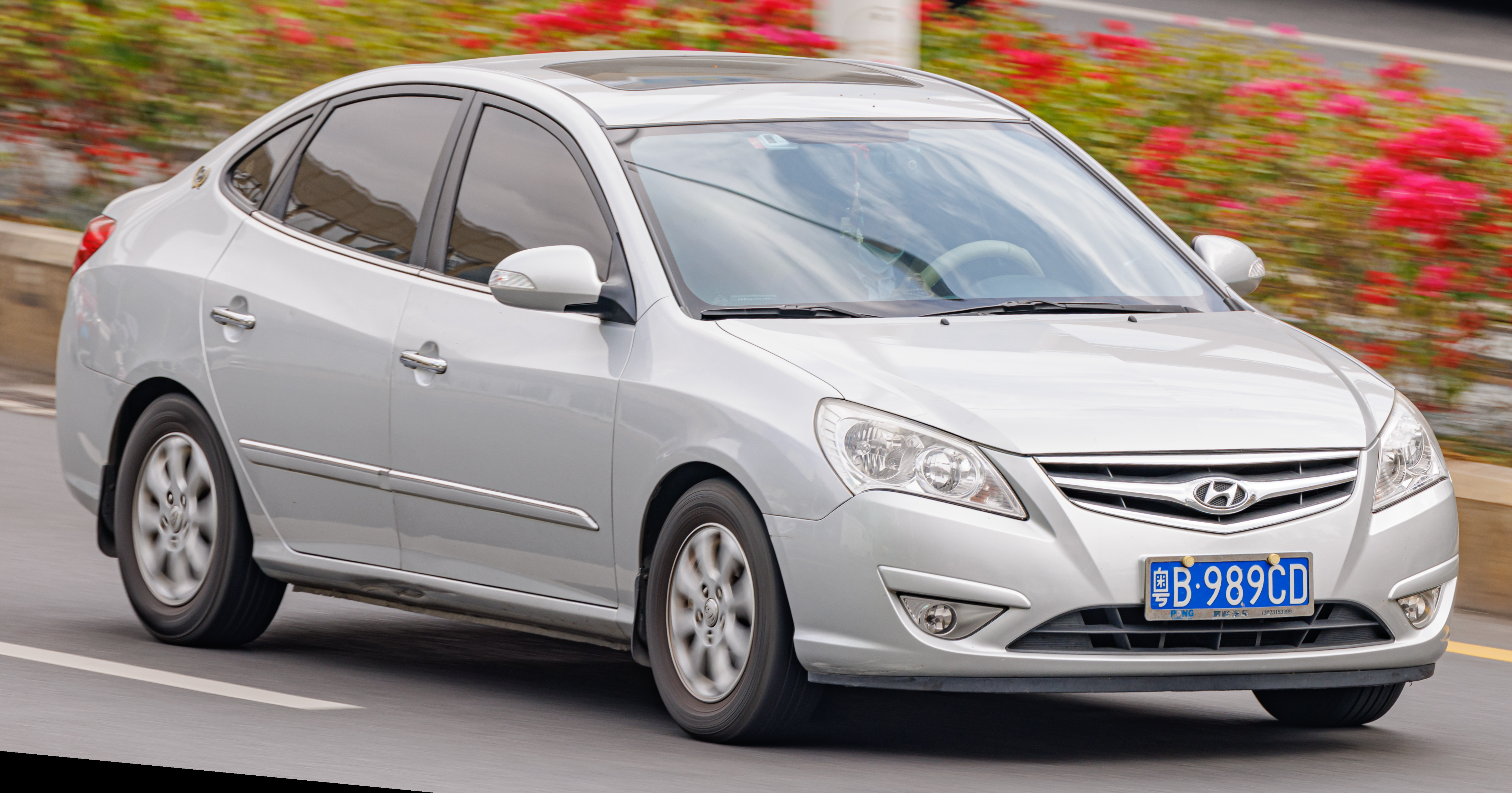
Hyundai Elantra Yuedong

### Motoren
| Motor      | Zylinder | Leistung              | Max. Drehmoment            | Verbrauch                | Getriebe                            | 0–100 km/h    | Bauzeit     |
| ---------- | -------- | --------------------- | -------------------------- | ------------------------ | ----------------------------------- | ------------- | ----------- |
| 1.6 Benzin | 4        | 122 PS bei 6200 min−1 | 154 Nm bei 4200 min−1      |                          | 5-Gang-Schaltung 4-Stufen-Automatik | 10,6 s 13,6 s | 2006–2011 1 |
| 1.6 Hybrid | 4        | 136 PS bei 6000 min−1 | 148 + 125 Nm elektrisch    | 6,9 l/100 km (Autogas) 2 | CVT-Automatik                       | 12 s          | 2009–2011   |
| 2.0 Benzin | 4        | 143 PS bei 6000 min−1 | 145 Nm bei 4600 min−1      | 9,1 l/100 km 3           | 5-Gang-Schaltung 4-Stufen-Automatik | 8,3 s 10,1 s  | 2006–2011   |
| 1.6 Diesel | 4        | 116 PS bei 4000 min−1 | 255 Nm bei 1900–2750 min−1 |                          | 5-Gang-Schaltung                    | 10,1 s        | 2006–2011   |
| EV         | —        | 110 PS                | 285 Nm                     | —                        | 1-Gang-Reduktion                    | 10,1 s        | seit 2017   |

## MD/UD (2010–2018)
Im April 2010 wurde auf der südkoreanischen Busan Motor Show die aktuelle Generation des Elantra vorgestellt. Es ist die insgesamt fünfte der Modellreihe und die dritte unter dem Namen Elantra.
Der Elantra erhielt nach dem Sonata YF als zweites Fahrzeug die „Fluidic Sculpture“-Designform von Thomas Bürkle, der bis 2005 für BMW entwarf. Verkauft wird das Modell seit November 2010 in Südkorea, Anfang 2011 folgten die USA und im September schließlich Saudi-Arabien, die VAE, Israel (unter der Bezeichnung i35) und Teile der Europäischen Union. Hier wird er als EU-Import auch in Deutschland angeboten. In Europa und Südkorea gibt es parallel den ersten von Bürkle gestalteten Hyundai, den plattformverwandten i30. Dessen Kombi wird seit 2008 in den USA als Elantra Touring angeboten.

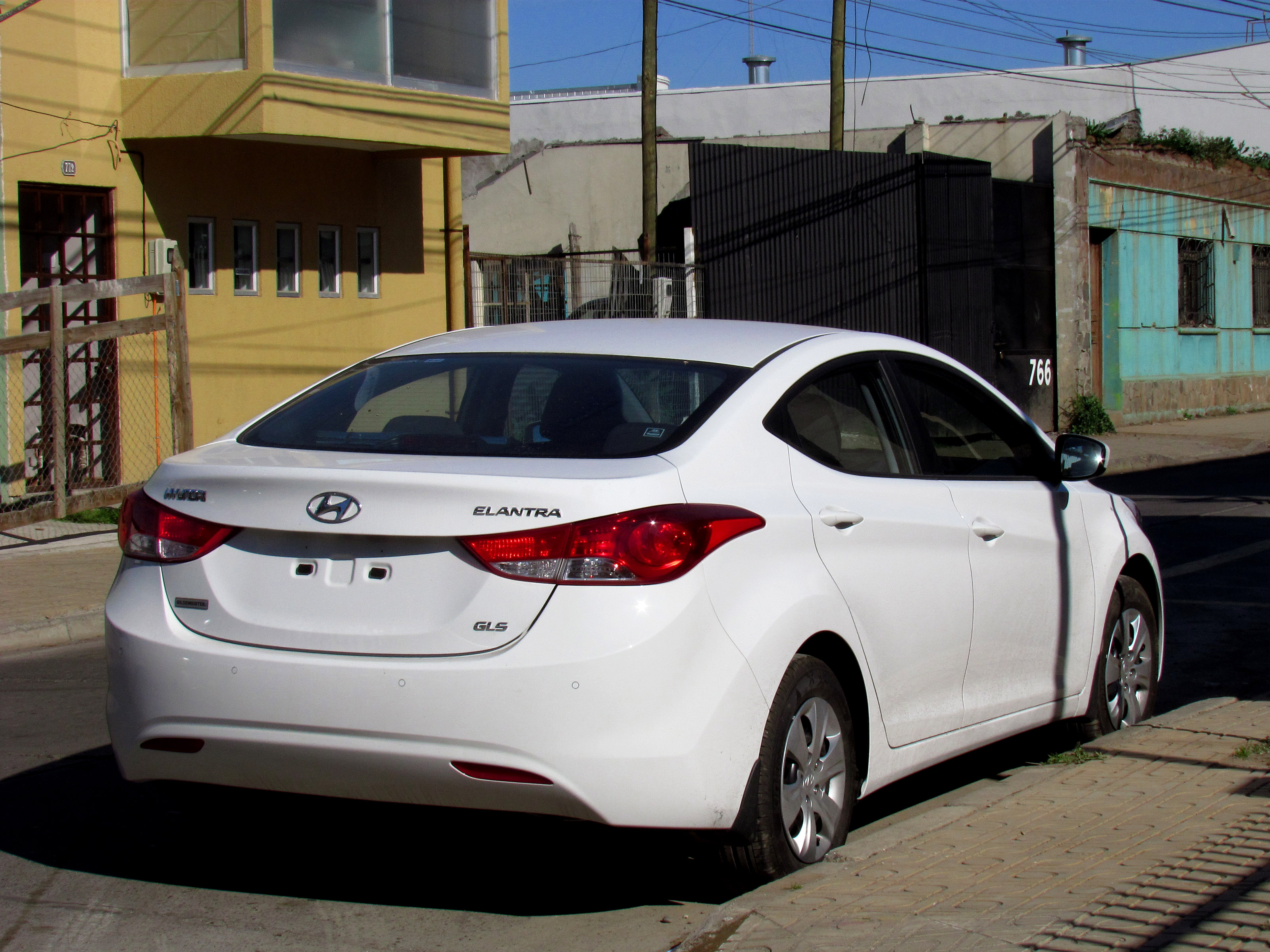
Heckansicht

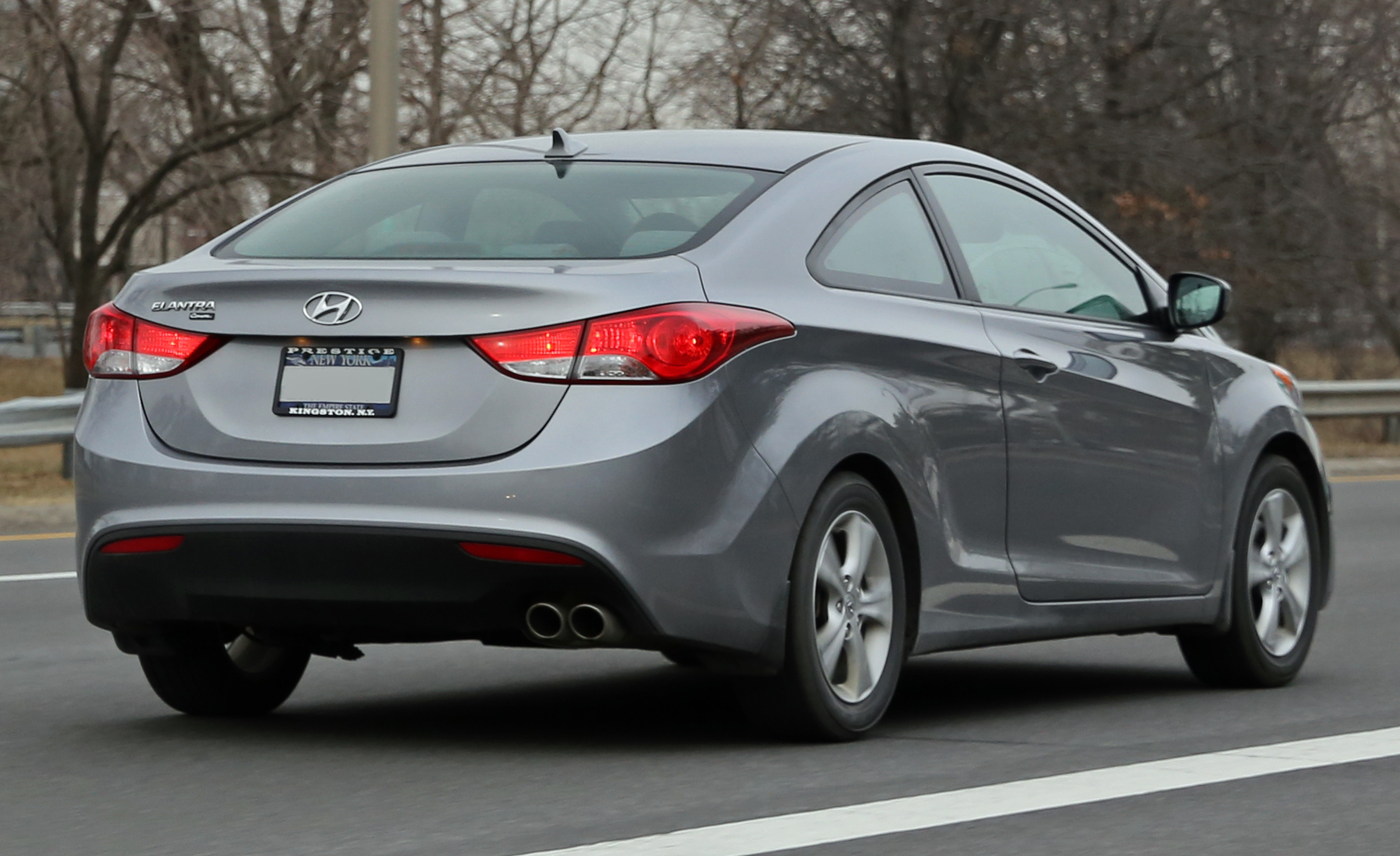
Elantra Coupé

Der um 17,7 % reduzierte US-Normverbrauch wird vom Hersteller einzeln nach vorgenommenen Änderungen aufgeschlüsselt. Den kleinsten Beitrag mit 0,5 % leistet demnach der von 0,32 auf 0,28 reduzierte Luftwiderstand (cW), den größten mit 7,4 % der Umstieg auf einen gänzlich neu entwickelten Motor. Nach der amerikanischen EPA-Norm ist das Fahrzeug 2011 das sparsamste seiner Klasse. Zur Unterstreichung dieser Markt-Positionierung verzichtet der Hersteller auf die Nennung der Beschleunigungsdauer von 0 auf 100 km/h. Dafür findet der Wechsel von erdöl- auf sojaölbasierte Aufschäumung der Sitzpolster Erwähnung.
Für den Elantra sind nun erstmals heizbare Rücksitze, schlüsselloser Zugang durch Näherungssensor, eine Rückfahrkamera, Bluetooth-Freisprecheinrichtung und ein Touchscreen-Navigationssystem erhältlich, In Südkorea ist zudem ein Parksystem erhältlich, das den Elantra in parallel zur Fahrtrichtung stehende Parkreihen einordnet. In Europa ist er mit der für Hyundai bislang größten Wahl an Interieurfarben (Stoff oder Leder in schwarz oder beige), aber immer demselben Motor erhältlich. Es handelt sich um den 1,6-L-Benzinmotor aus dem i30, der eine Ventilsteuerung auch auf der Auslassseite erhielt.
Produziert wird das Fahrzeug im Hyundai-Werk Ulsan (Südkorea) und von der Hyundai Motor Manufacturing Alabama in Montgomery, wobei das amerikanische Werk in seiner Kapazität konservativ ausgelegt ist, sodass bei stärkerer US-Nachfrage die südkoreanische Produktion mit exportiert wird. In Indien ist das Modell unter der Bezeichnung Fluidic Verna bekannt und wird dort von der Hyundai Motor India hergestellt. Händler stellen dabei den koreanischen Produktionsort prominent wie ein Ausstattungsmerkmal heraus, um möglichen Qualitätsbedenken von Kunden zu begegnen. Hyundai selbst kennzeichnet die Fahrzeuge anhand des Modellcodes – der erste Buchstabe ist der des Produktionsorts: UD für Fahrzeuge aus Ulsan, MD für jene aus Montgomery. Diese Differenzierung nahm man auch beim i30 vor, dessen europäische Fertigung mit FDH gekennzeichnet ist (Korea: FH). Relevant ist der Code später einmal für Ersatzteile und zulassungsfähige Anbauteile wie etwa Alufelgen.
Nach einer Forbes-Liste war der Elantra im Jahr 2011 mit 1,01 Millionen abgesetzten Exemplaren das weltweit zweitmeistverkaufte Auto.
Auf dem chinesischen Markt wurde diese Baureihe zwischen 2012 und 2018 als Elantra Langdon angeboten.

### Motoren
| Motor      | Hubraum | Zylinder | Leistung              | Max. Drehmoment       | Verbrauch                   | Getriebe                            | 0–100 km/h    | Bauzeit   |
| ---------- | ------- | -------- | --------------------- | --------------------- | --------------------------- | ----------------------------------- | ------------- | --------- |
| 1.6 Benzin | 1591    | 4        | 132 PS bei 6300 min−1 | 158 Nm bei 4850 min−1 | 6,4 l/100 km 7,0 l/100 km 1 | 6-Gang-Schaltung 6-Stufen-Automatik | 10,7 s 11,6 s | 2011–2015 |
| 1.8 Benzin | 1797    | 4        | 148 PS bei 6500 min−1 | 178 Nm bei 4700 min−1 | 7,1 l/100 km 2              | 6-Gang-Schaltung 6-Stufen-Automatik | 9,3 s 10,2 s  | 2011–2015 |

## AD (2015–2020)
Im Jahr 2015 wurde die sechste Generation des Elantra vorgestellt, in Deutschland wurde sie weiterhin nicht angeboten. In Südkorea wird sie unter dem Namen Avante verkauft.
Ab September 2017 war mit dem Elantra Sport auch eine Sportvariante verfügbar. Diese übernimmt den 150 kW (204 PS) starken 1,6-Liter-Ottomotor aus dem Kia cee’d GT.
Im August 2018 wurde eine überarbeitete Version der Baureihe vorgestellt.
In China wurde das Fahrzeug im März 2016 als Elantra Lingdong eingeführt.

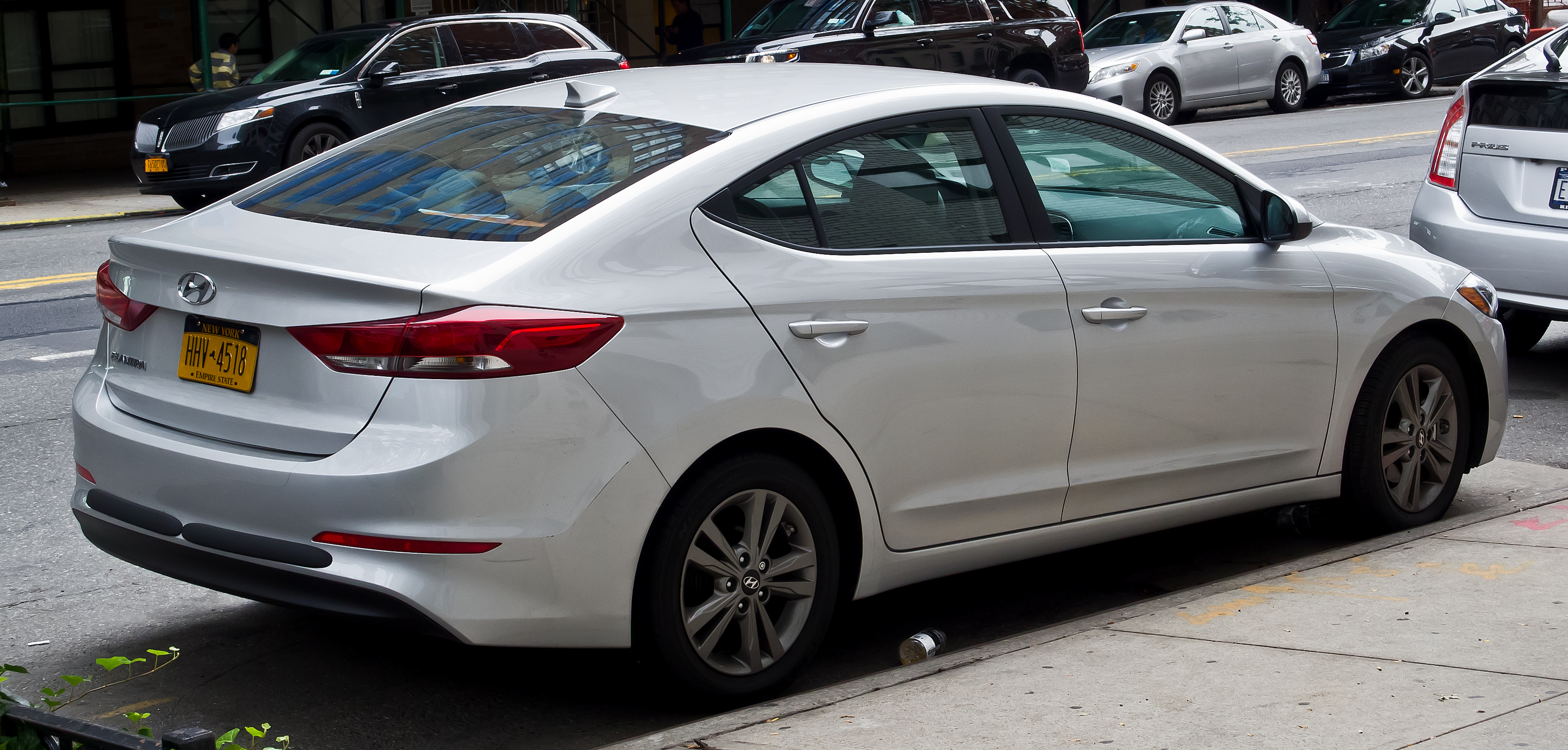
Heckansicht
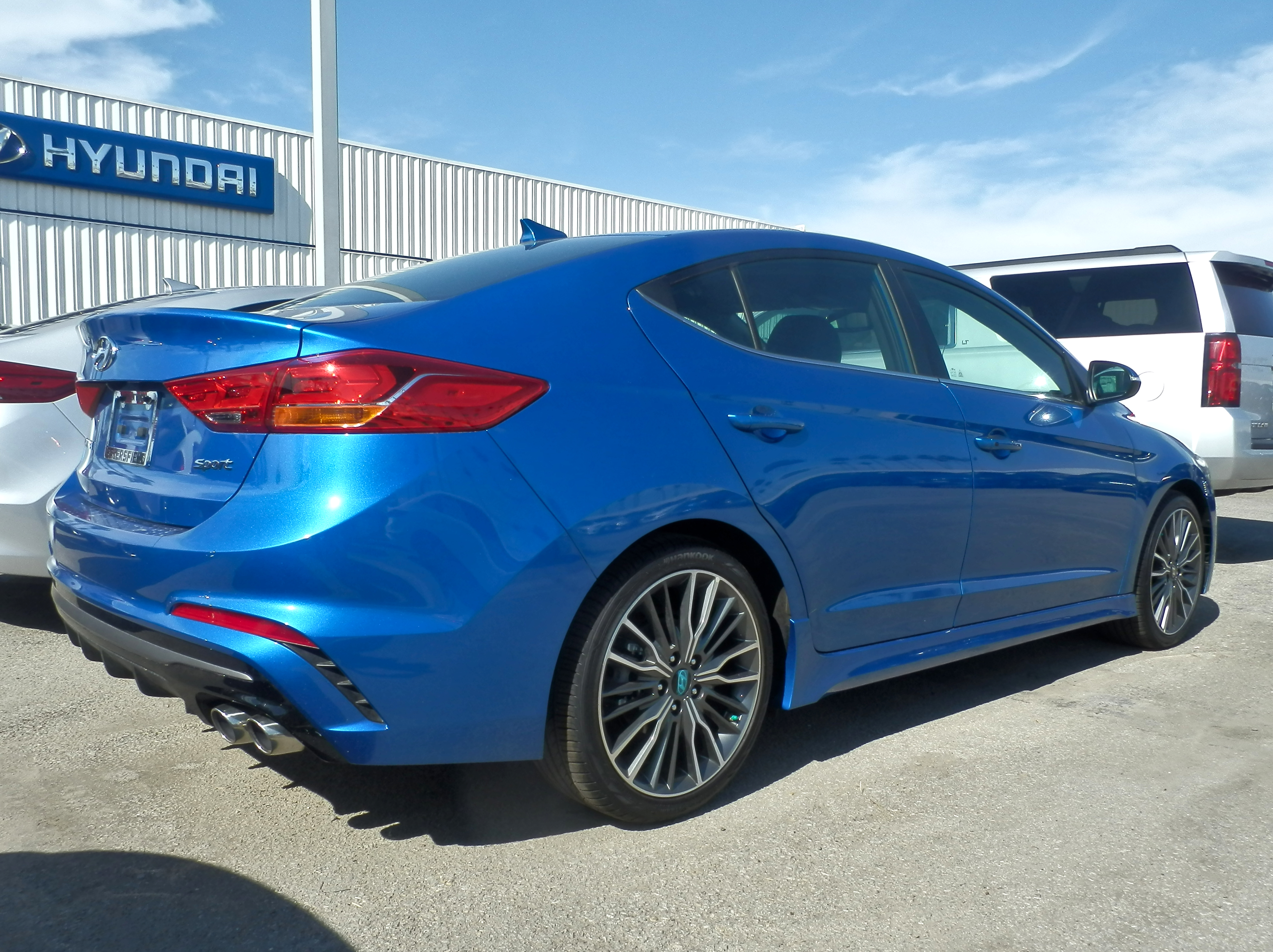
Hyundai Elantra Sport (2017–2018)
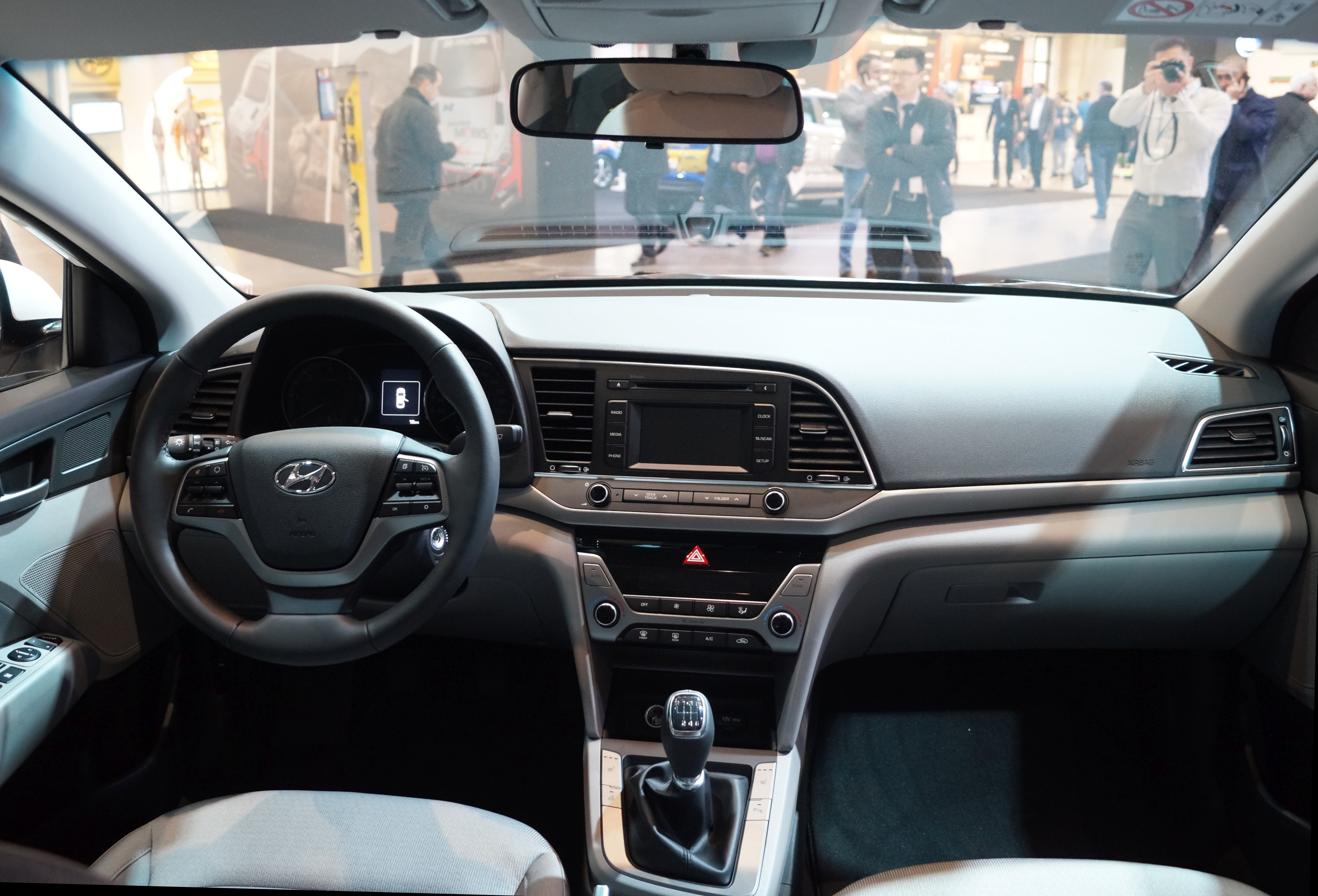
Innenraum
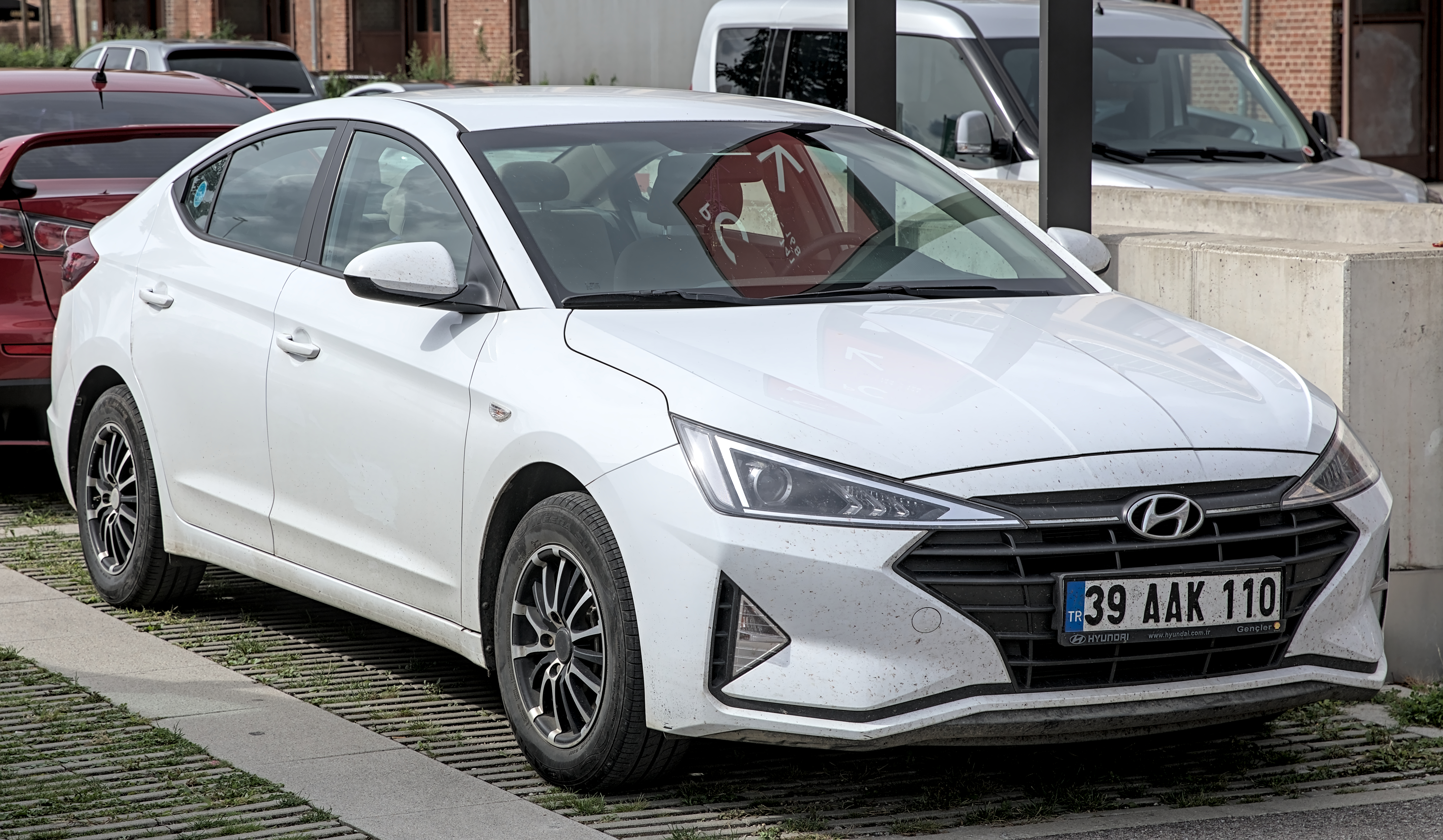
Hyundai Elantra (2018–2020)
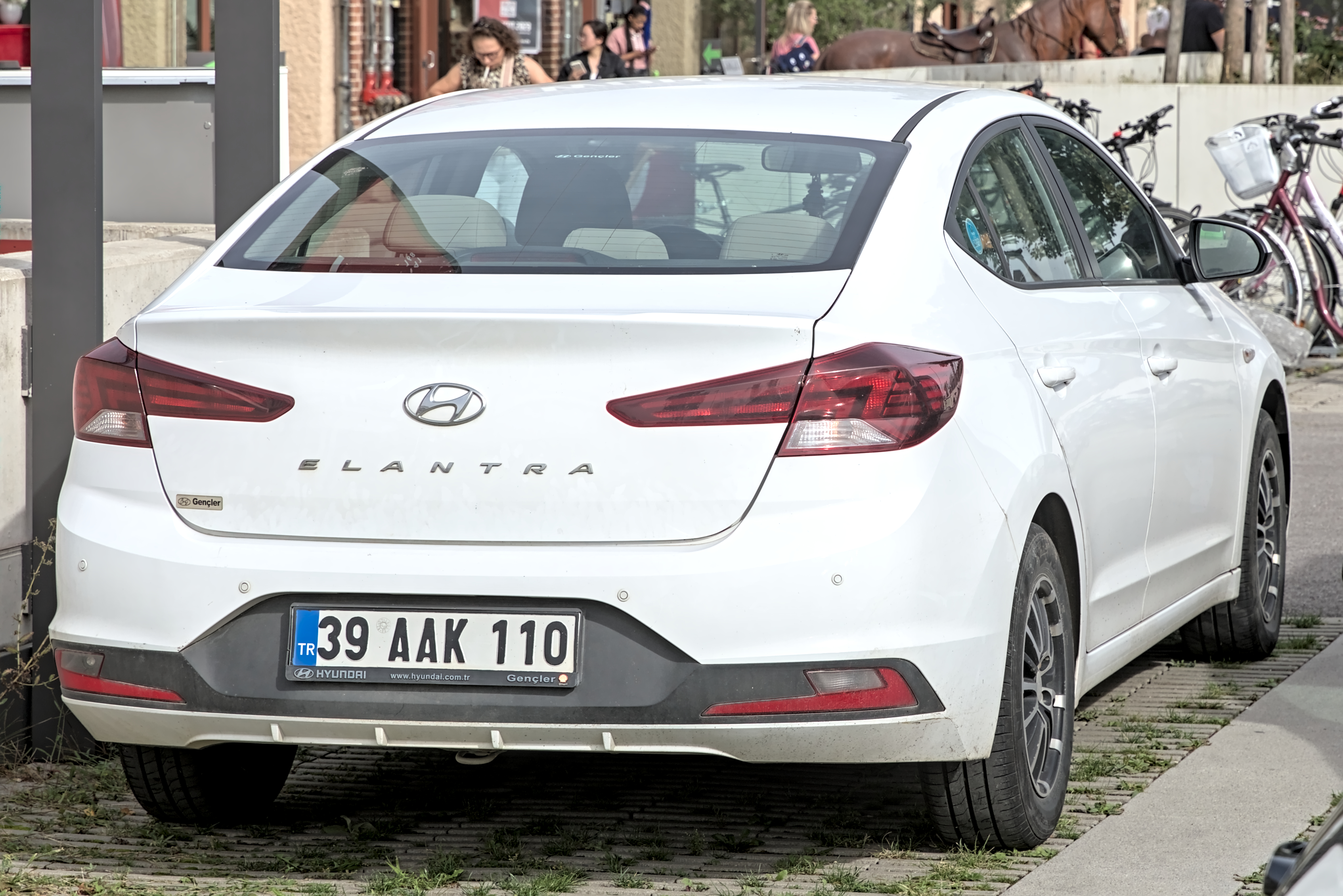
Heckansicht

### Technische Daten
| Motor                 | Hubraum | Zylinder | Leistung                       | Max. Drehmoment            | Getriebe                                            | Höchstgeschwindigkeit | 0–100 km/h      | Verbrauch                   | Bauzeit   |
| --------------------- | ------- | -------- | ------------------------------ | -------------------------- | --------------------------------------------------- | --------------------- | --------------- | --------------------------- | --------- |
| 1.6 D-CVVT            | 1591    | 4        | 94 kW (128 PS) bei 6300 min−1  | 155 Nm bei 4850 min−1      | 6-Gang-Schaltung [6-Stufen-Automatik]               | 200 km/h [195 km/h]   | 10,1 s [11,6 s] | 6,6 l/100 km [6,9 l/100 km] | 2015–2020 |
| 1.6 D-CVVT (Russland) | 1591    | 4        | 97 kW (132 PS) bei 6300 min−1  | 158 Nm bei 4850 min−1      | 6-Gang-Schaltung [6-Stufen-Automatik]               | 200 km/h [195 km/h]   | 10,1 s [11,6 s] | 6,4 l/100 km [6,9 l/100 km] | 2015–2020 |
| 1.8 D-CVVT (Russland) | 1797    | 4        | 110 kW (150 PS) bei 6500 min−1 | 178 Nm bei 4700 min−1      | 6-Gang-Schaltung [6-Stufen-Automatik]               | 202 km/h              | 10,2 s          | 7,0 l/100 km                | 2015–2020 |
| 2.0 MPI               | 1999    | 4        | 115 kW (156 PS) bei 6200 min−1 | 192 Nm bei 4000 min−1      | 6-Gang-Schaltung [6-Stufen-Automatik]               | 205 km/h [203 km/h]   | 8,8 s [9,9 s]   | 7,2 l/100 km                | 2015–2020 |
| 1.6 T-GDi Sport       | 1591    | 4        | 150 kW (204 PS) bei 6000 min−1 | 265 Nm bei 1500–4500 min−1 | 6-Gang-Schaltung [7-Stufen-Doppelkupplungsgetriebe] | 210 km/h              | 8,0 s [7,7 s]   | 7,7 l/100 km [7,2 l/100 km] | 2017–2020 |
| 1.6 CRDi              | 1582    | 4        | 100 kW (136 PS) bei 4000 min−1 | 260 Nm bei 1500–3500 min−1 | 6-Gang-Schaltung [7-Stufen-Doppelkupplungsgetriebe] | 194 km/h [200 km/h]   | 10,5 s [11,0 s] | 4,5 l/100 km [4,1 l/100 km] | 2015–2020 |

## CN7 (seit 2020)
Die siebte Generation der Baureihe wurde im März 2020 vorgestellt.
In Südkorea wird der Elantra wieder als Avante und in Australien und Neuseeland als i30 Sedan vermarktet. Als N mit 206 kW (280 PS) wurde die Baureihe im Juli 2021 präsentiert.
Eine überarbeitete Version der Baureihe debütierte im Februar 2023.

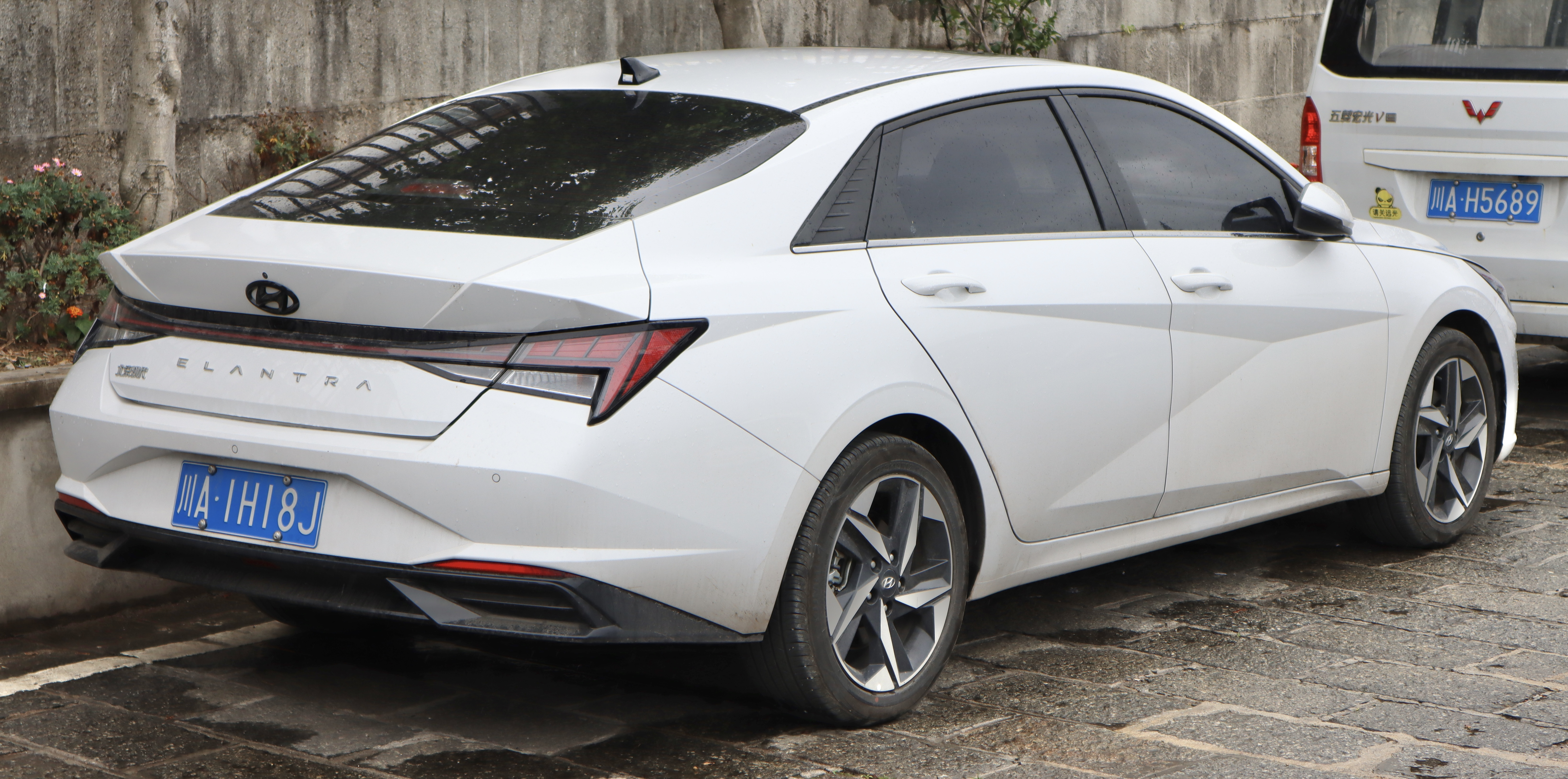
Heckansicht
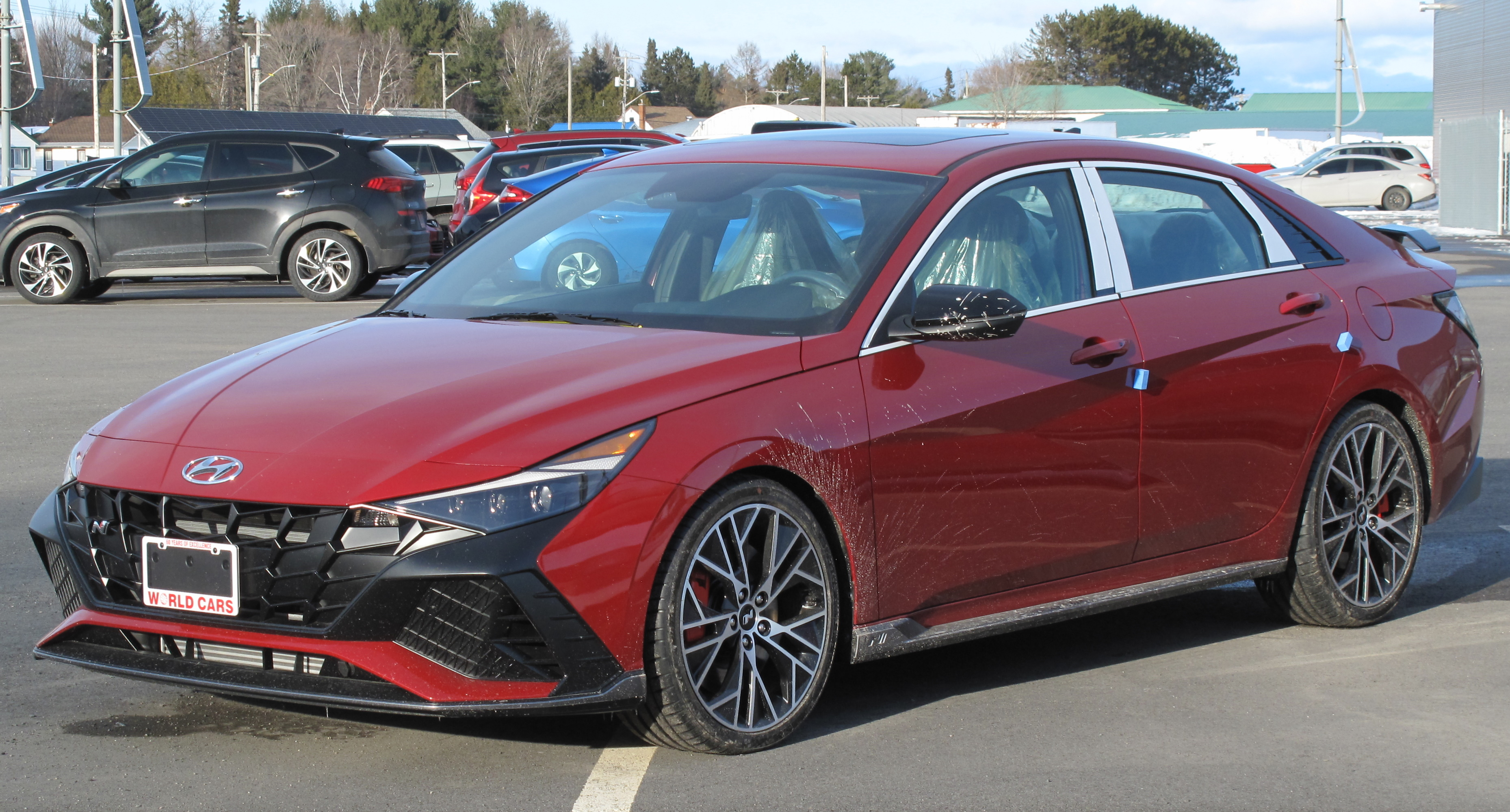
Hyundai Elantra N (2021–2023)
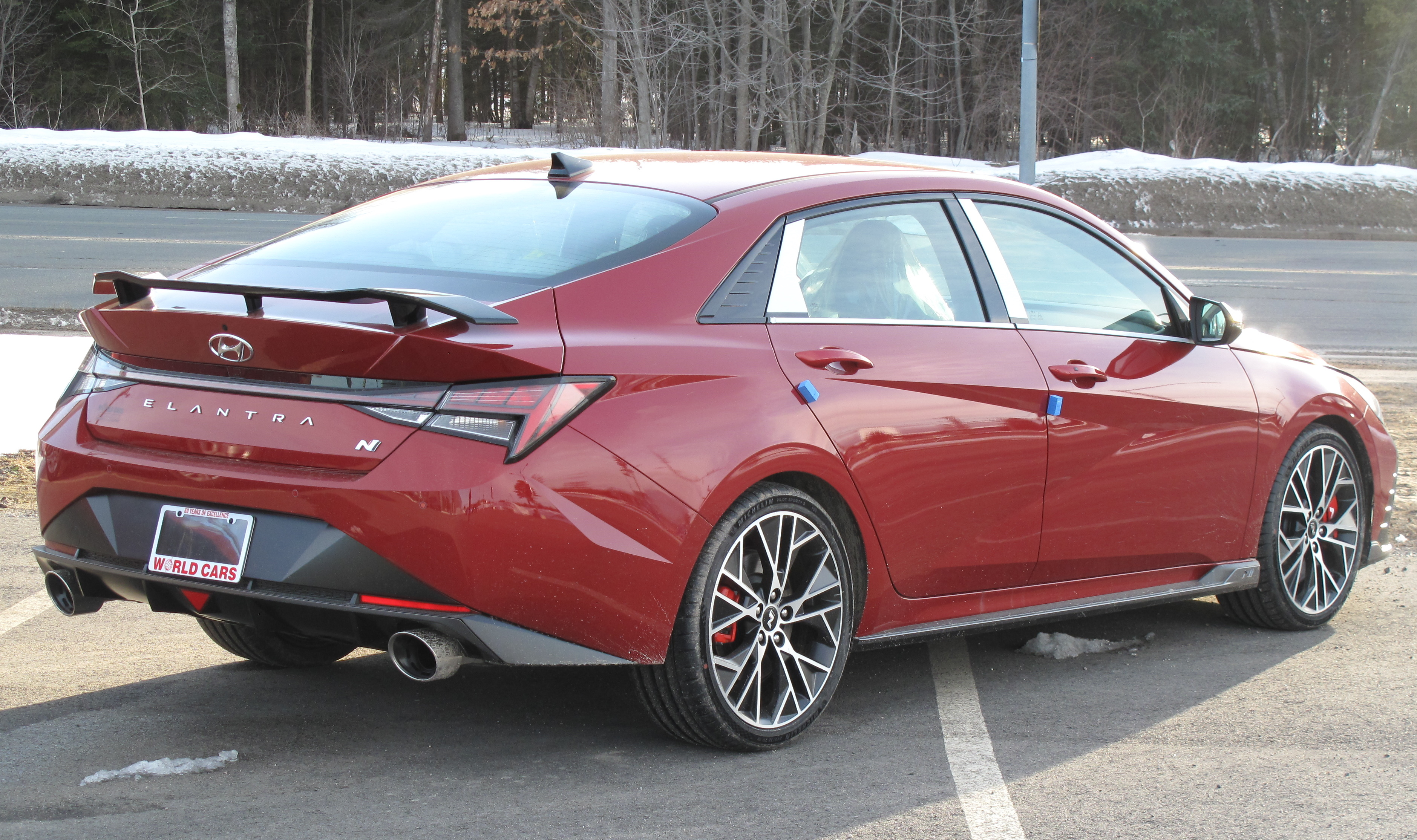
Heckansicht
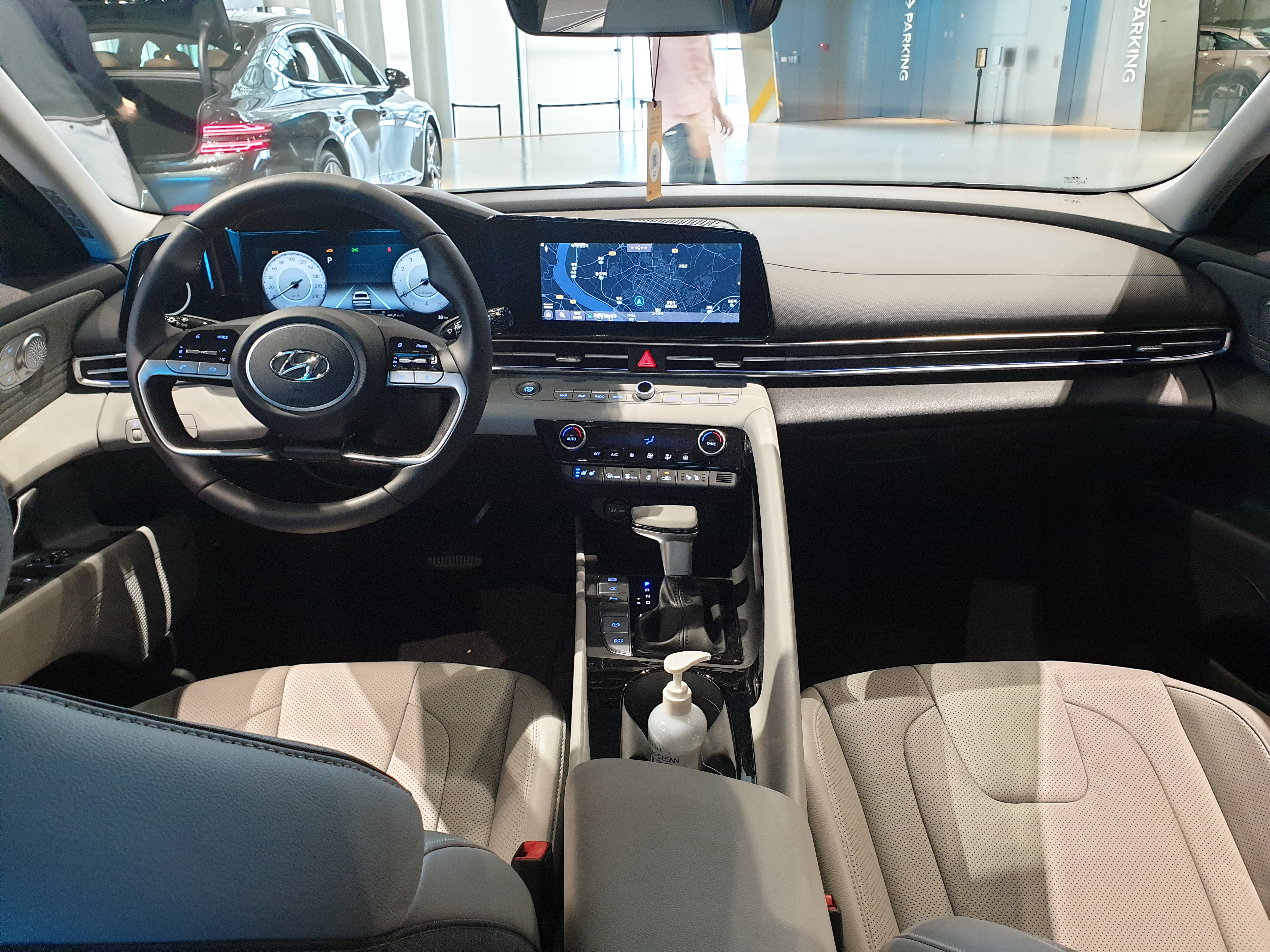
Innenraum
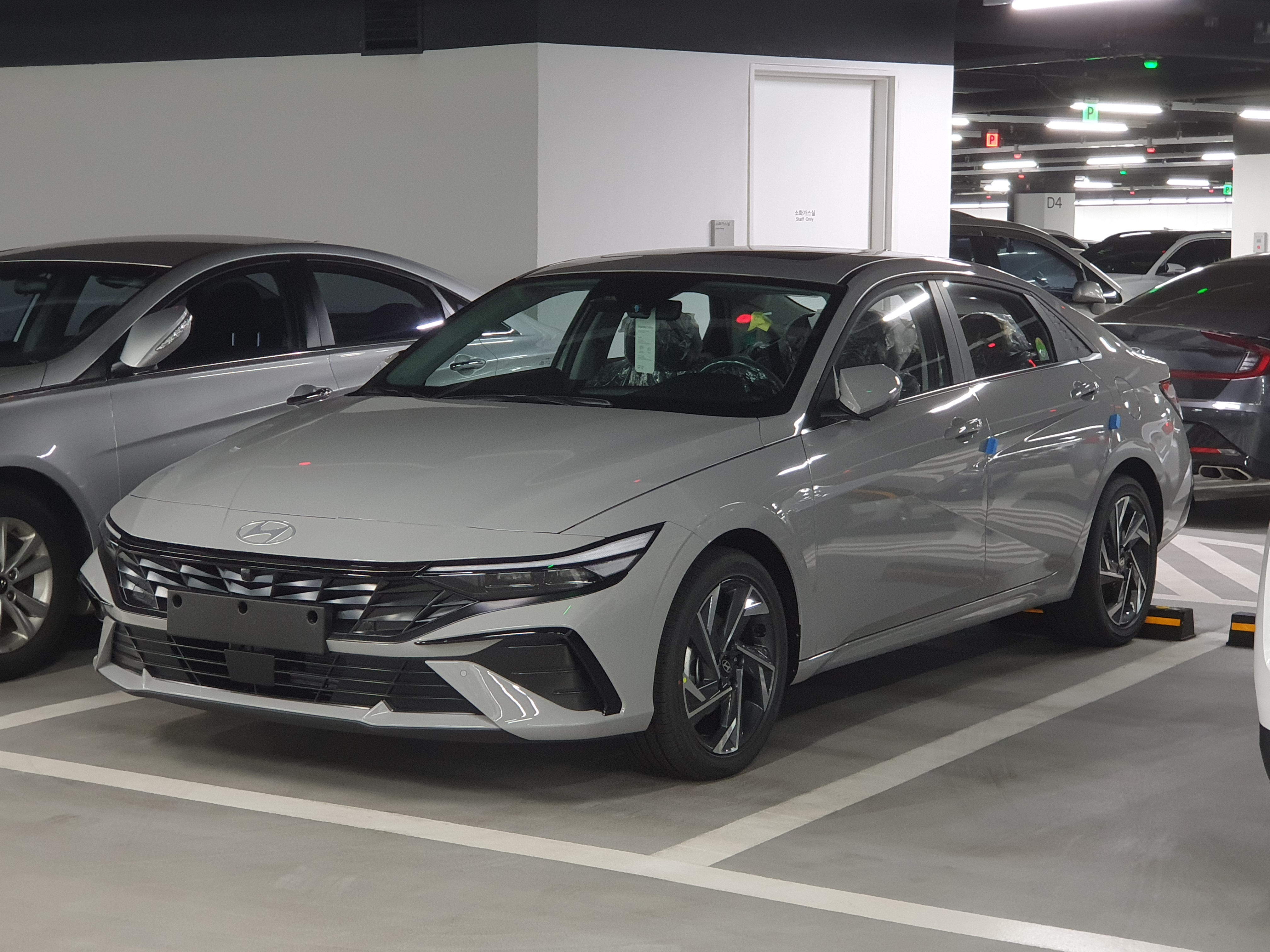
Hyundai Avante (seit 2023)
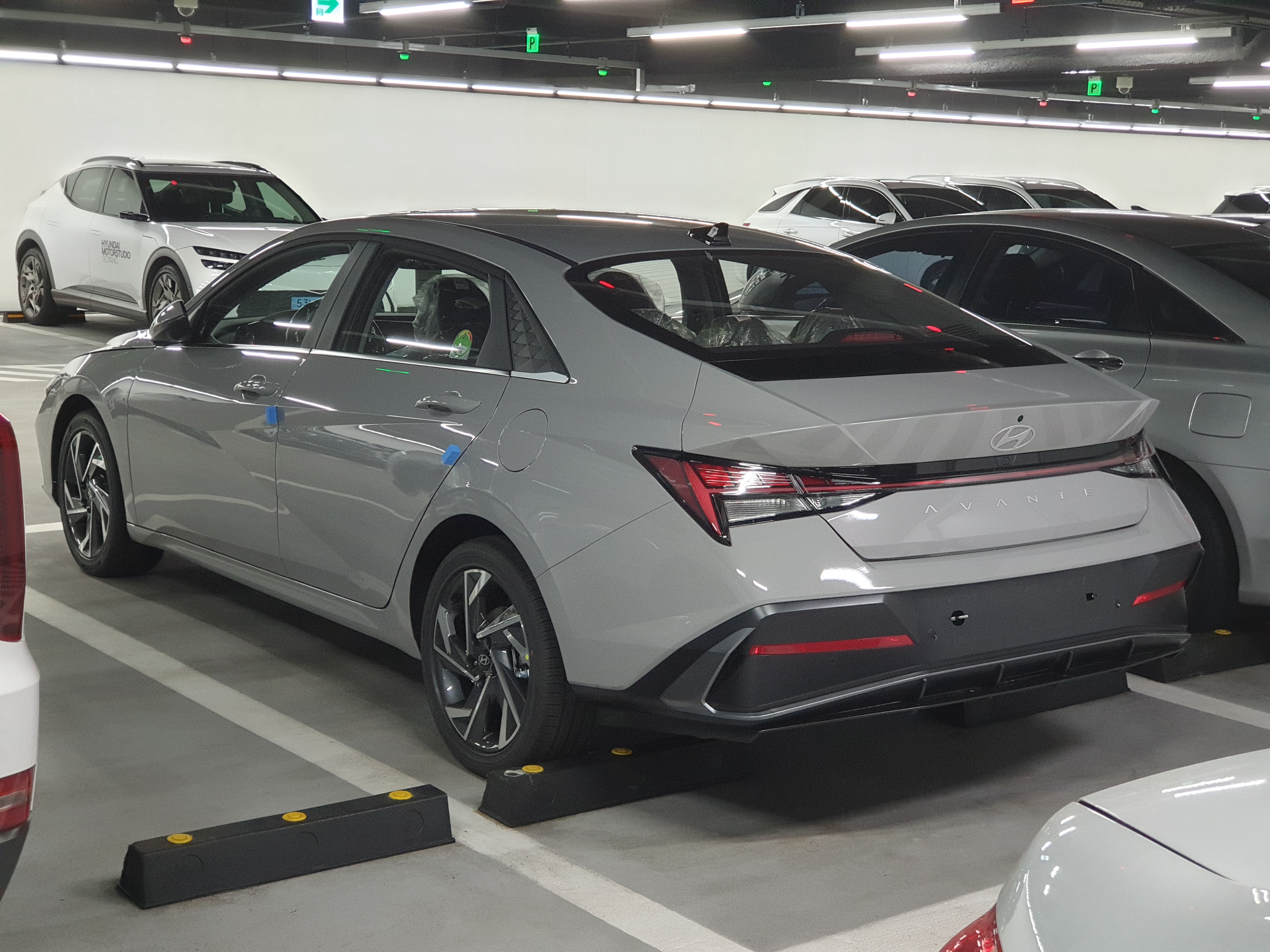
Heckansicht
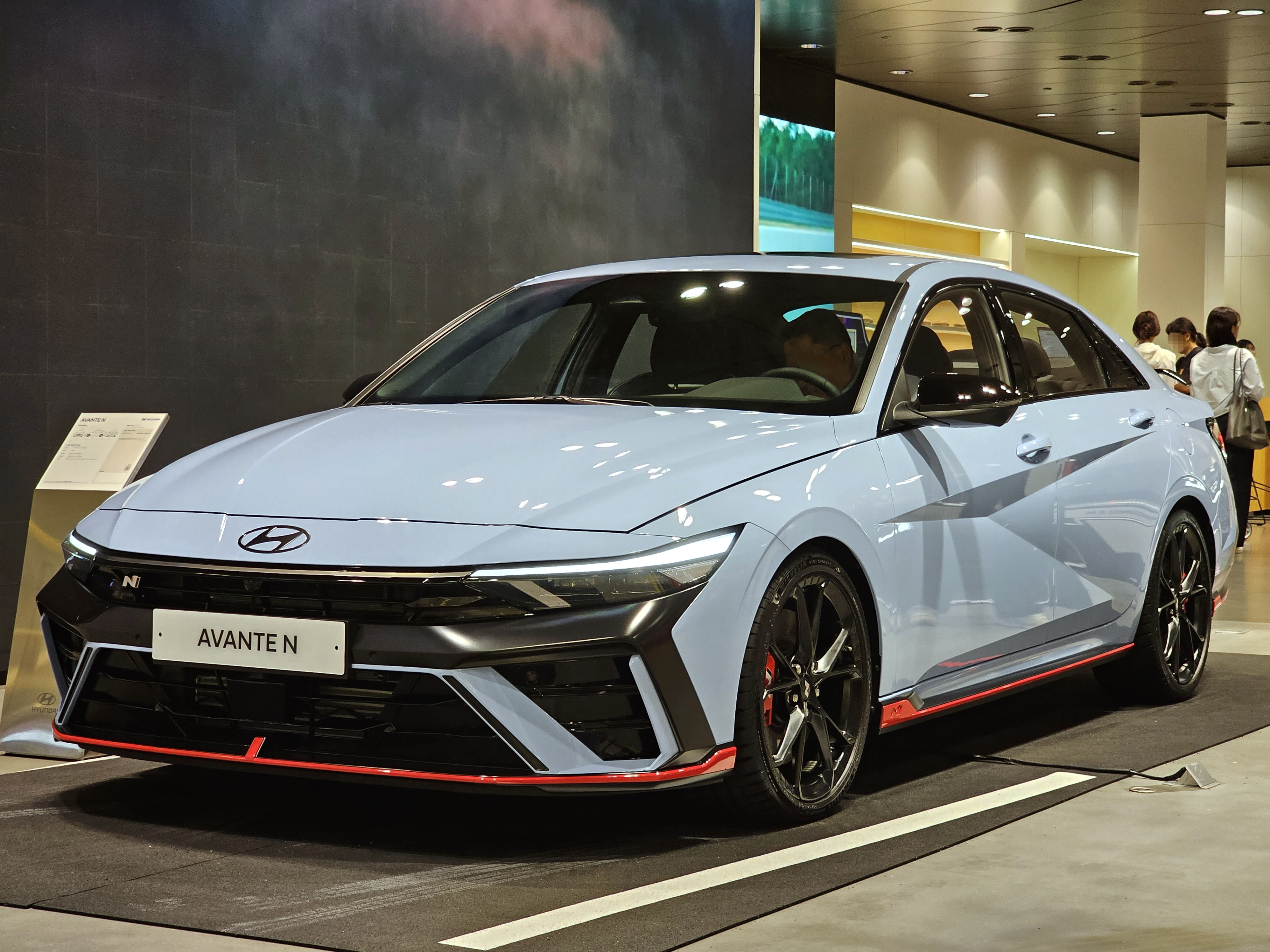
Hyundai Avante N (seit 2023)
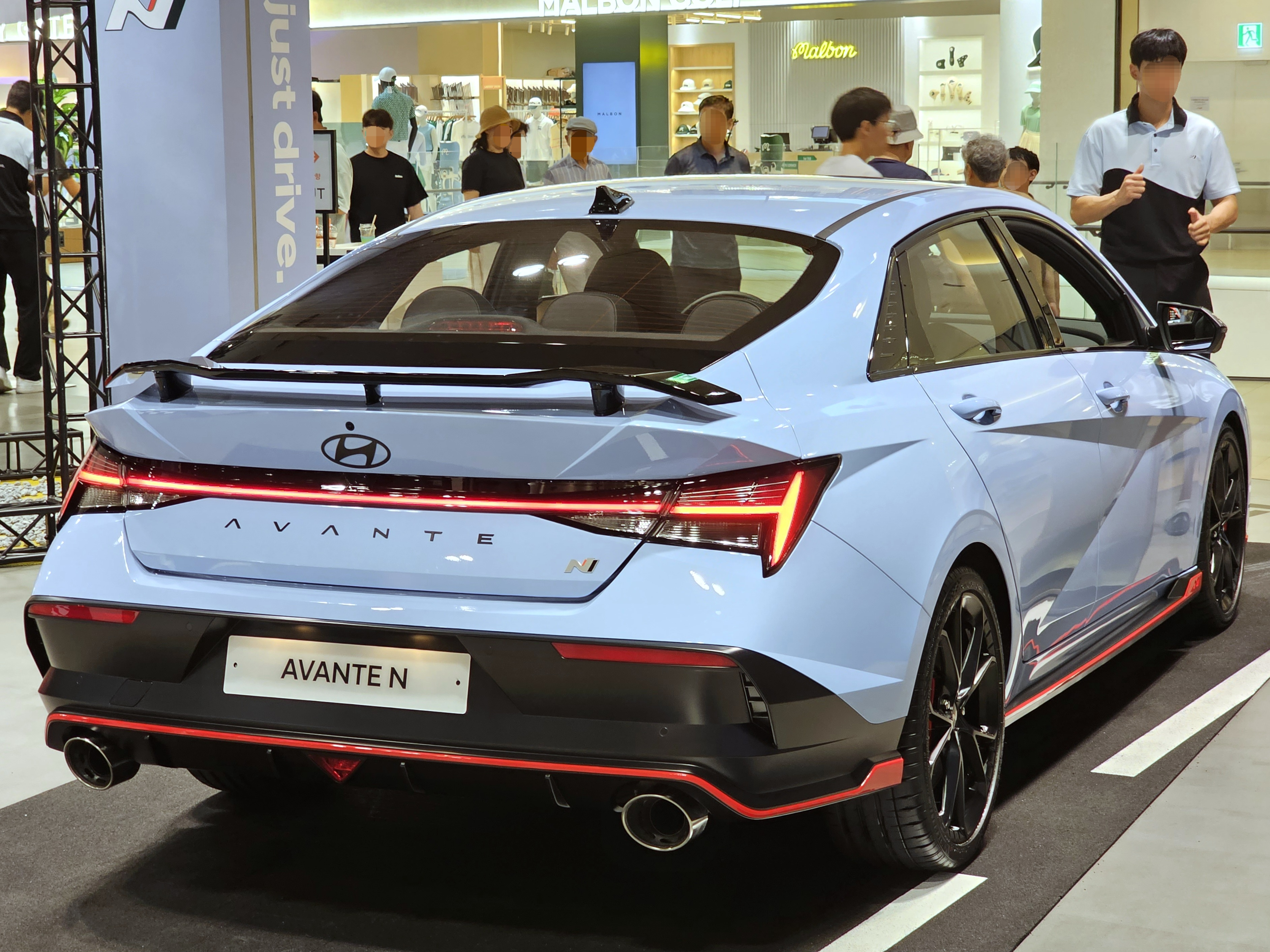
Heckansicht

### Technische Daten
|                                  | 1.5                         | 1.6 LPi                     | 1.6                         | 1.6 MPi                     | 240 TGDi                       | 2.0                          | 1.6 TGDi N-Line                | N                              | 1.6 Hybrid                       |
| -------------------------------- | --------------------------- | --------------------------- | --------------------------- | --------------------------- | ------------------------------ | ---------------------------- | ------------------------------ | ------------------------------ | -------------------------------- |
| Bauzeitraum                      | seit 2020                   | seit 2020                   | seit 2020                   | seit 2020                   | seit 2020                      | seit 2020                    | seit 2020                      | seit 2021                      | seit 2020                        |
| Markt                            | China                       | Südkorea                    | Südkorea                    | Russland                    | China                          | Russland                     | Südkorea                       | Südkorea                       | Südkorea                         |
| Motorkenndaten                   |                             |                             |                             |                             |                                |                              |                                |                                |                                  |
| Motortyp                         | Ottomotor                   | Ottomotor                   | Ottomotor                   | Ottomotor                   | Ottomotor                      | Ottomotor                    | Ottomotor                      | Ottomotor                      | Ottomotor + Elektromotor         |
| Motorbauart                      | R4                          | R4                          | R4                          | R4                          | R4                             | R4                           | R4                             | R4                             | R4                               |
| Hubraum                          | 1497 cm³                    | 1591 cm³                    | 1598 cm³                    | 1591 cm³                    | 1353 cm³                       | 1999 cm³                     | 1598 cm³                       | 1998 cm³                       | 1580 cm³                         |
| Leistung                         | 85 kW (115 PS) bei 6300/min | 88 kW (120 PS) bei 6000/min | 91 kW (123 PS) bei 6300/min | 94 kW (128 PS) bei 6300/min | 103 kW (140 PS) bei 6000/min   | 110 kW (150 PS) bei 6200/min | 150 kW (204 PS) bei 6000/min   | 206 kW (280 PS) 5500–6000/min  | 105 kW (141 PS) bei 5700/min (1) |
| Drehmoment                       | 144 Nm bei 4500/min         | 152 Nm bei 4500/min         | 154 Nm bei 4500/min         | 155 Nm bei 4850/min         | 211 Nm bei 1400–3700/min       | 191 Nm bei 4500/min          | 265 Nm bei 1500–4500/min       | 392 Nm bei 2100–4700/min       | k. A. (2)                        |
| Kraftübertragung                 |                             |                             |                             |                             |                                |                              |                                |                                |                                  |
| Antrieb, serienmäßig             | Vorderradantrieb            | Vorderradantrieb            | Vorderradantrieb            | Vorderradantrieb            | Vorderradantrieb               | Vorderradantrieb             | Vorderradantrieb               | Vorderradantrieb               | Vorderradantrieb                 |
| Getriebe, serienmäßig            | Stufenloses Getriebe        | 6-Gang-Automatikgetriebe    | 6-Gang-Schaltgetriebe       | 6-Gang-Schaltgetriebe       | 7-Gang-Doppelkupplungsgetriebe | 6-Gang-Schaltgetriebe        | 6-Gang-Schaltgetriebe          | 6-Gang-Schaltgetriebe          | 6-Gang-Doppelkupplungsgetriebe   |
| Getriebe, optional               | —                           | —                           | 6-Gang-Automatikgetriebe    | —                           | 6-Gang-Automatikgetriebe       | —                            | 7-Gang-Doppelkupplungsgetriebe | 8-Gang-Doppelkupplungsgetriebe | —                                |
| Messwerte                        |                             |                             |                             |                             |                                |                              |                                |                                |                                  |
| Höchstgeschwindigkeit            | 190 km/h                    | k. A.                       | 195–200 km/h                | 195 km/h                    | 208 km/h                       | 203 km/h                     | 225 km/h                       | 250 km/h                       | 178 km/h                         |
| Beschleunigung 0–100             | k. A.                       | k. A.                       | 10,6–10,7 s                 | 11,3 s                      | 9,5 s                          | 9,8 s                        | 7,6–7,9 s                      | 5,3 s                          | 10,5 s                           |
| Kraftstoffverbrauch (kombiniert) | 5,0–5,4 l Super             | 9,4–9,7 l Super             | 6,5–6,9 l Super             | 6,9 l Super                 | 5,2 l Super                    | 5,3 l Super                  | 7,8–8,1 l Super                | k. A.                          | 4,7–5,1 l Super                  |
| CO2-Emission (kombiniert)        | k. A.                       | 122–126 g/km                | 106–115 g/km                | 127 g/km                    | k. A.                          | 121 g/km                     | 130–136 g/km                   | k. A.                          | 74–81 g/km                       |

## GT (2012–2020)

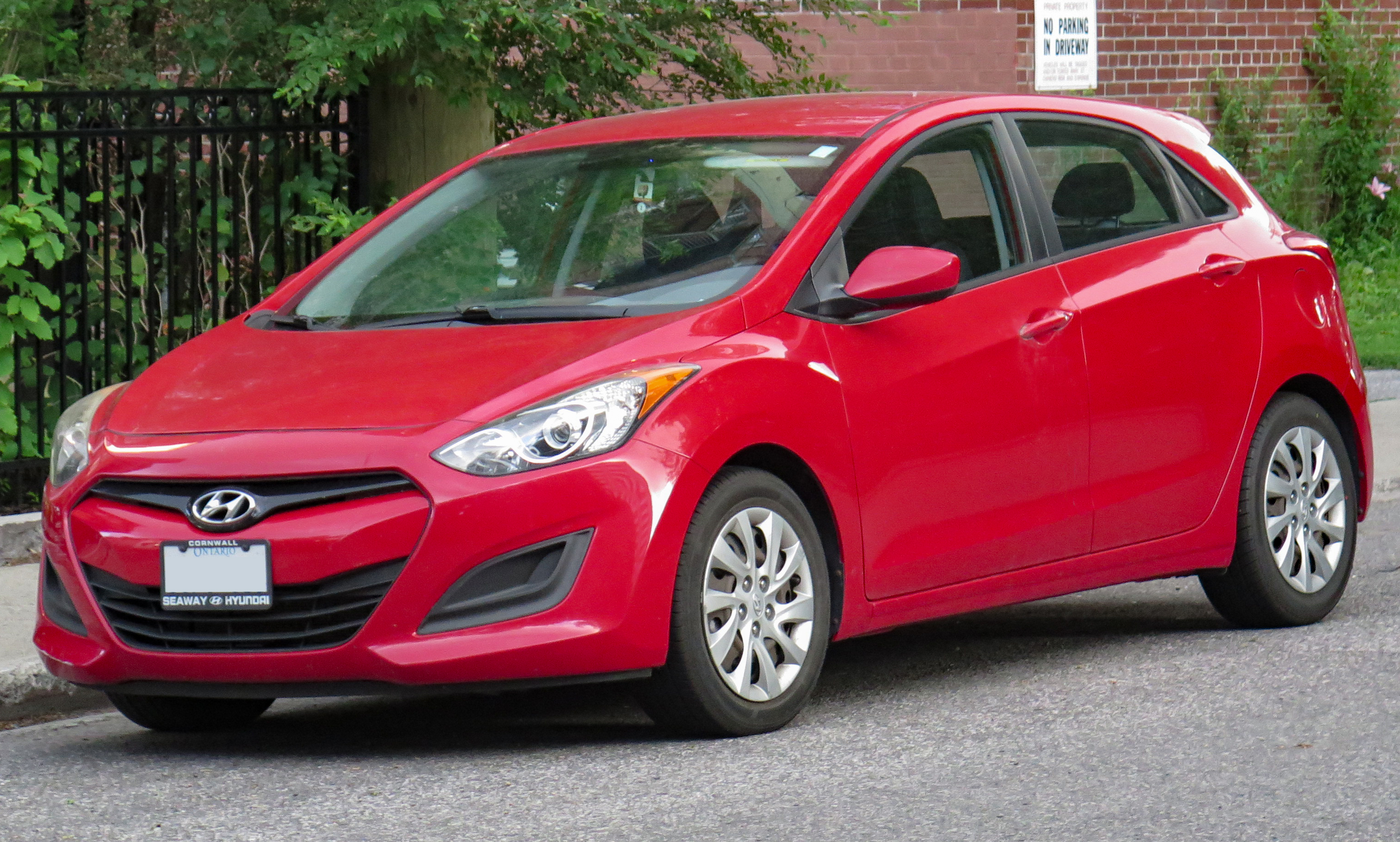
Hyundai Elantra GT (2012–2017)

Die zweite und die dritte Generation des Hyundai i30 wurde als Schrägheck zwischen 2012 und 2020 in Nordamerika als Hyundai Elantra GT vermarktet.

## Zulassungszahlen
Zwischen 2000 und 2007 wurden in  Deutschland insgesamt 12.042 Hyundai Elantra neu zugelassen. Mit 3.949 Einheiten war 2001 das erfolgreichste Verkaufsjahr.
|  |

|  |

|  |

|  |

|  |

|  |

|  |

|  |

|  |

|  |

|  |

|  |

|  |

|  |

|  |

|  |

|  |

|  |

|  |

|  |

|  |

|  |

|  |

|  |

|  |

|  |

|  |

|  |

|  |

|  |

|  |

|  |

|  |

|  |

|  |

|  |

|  |

|  |

|  |

|  |

|  |

|  |

|  |

|  |

|  |

|  |

|  |

|  |

|  |

|  |

|  |

|  |

|  |

|  |

|  |

|  |

|  |

|  |

|  |

|  |

|  |

|  |

|  |

|  |

|  |

|  |

|  |

|  |

|  |

|  |

|  |

|  |

|  |

|  |

|  |

|  |

|  |

|  |

|  |

|  |

|  |

|  |

|  |

|  |

|  |

|  |

|  |

|  |

|  |

|  |

|  |

|  |

|  |

|  |

|  |

|  |

|  |

|  |

|  |

|  |

|  |

|  |

|  |

|  |

|  |

|  |

|  |

|  |

|  |

|  |

|  |

|  |

|  |

|  |

|  |

|  |

|  |

|  |

|  |

|  |

|  |

|  |

|  |

|  |

|  |

|  |

|  |

|  |

|  | Hyundai Elantra (12.042) |

|  | Hyundai Elantra (12.042) |

## Auszeichnungen
- 2012: Auto des Jahres (Nordamerika)